# Oleg Blokhin
Oleg Vladimirovich Blokhin ou Oleh Volodymyrovych Blokhin - respectivamente, em russo, Олег Владимирович Блохин, e, em ucraniano, Олег Володимирович Блохін (Kiev, 5 de novembro de 1952), é um ex-futebolista e ex-treinador ucraniano, considerado o maior nome do futebol em seu país, como nos Prêmios do Jubileu da UEFA. É o futebolista ucraniano com mais títulos na UEFA (três, sendo dois na antiga Recopa e outro na Supercopa) e com mais gols (cinco) em finais da entidade.
Ele ocasionalmente é apontado também como o melhor futebolista da antiga União Soviética, marca mais comumente atribuída a Lev Yashin, sendo ambos considerados os dois principais nomes que o extinto país teve no futebol. Do seu lado, Blokhin, também visto como potencial maior jogador da Cortina de Ferro, detém os recordes de gols e jogos pela extinta seleção soviética, bem como pelo Dínamo Kiev; é também o jogador mais vezes vencedor do campeonato soviético, além de ter liderado os primeiros títulos continentais de algum clube do país - a Recopa Europeia de 1974–75 e a Supercopa Europeia de 1975, ambos com o Dínamo. Na Supercopa, o Bayern Munique foi derrotado dentro de casa em gol no qual o ucraniano driblou quatro adversários antes de bater Sepp Maier. Onze anos depois, o Dínamo venceu nova Recopa, com Blokhin sendo o único remanescente da primeira conquista. Na final, encobriu Ubaldo Fillol no segundo gol dos 3-0 sobre o Atlético de Madrid. Em tempos em que a Liga dos Campeões da UEFA (da qual foi Blokhin duas vezes semifinalista com o Dínamo, em 1976 e em 1987) só fornecia vagas a um time por país, vencer a extinta Recopa, então o segundo torneio em importância dos clubes europeus, proporcionava reconhecimento superior ao da atual Liga Europa da UEFA.
Dotado de grande velocidade e de forte chute com ambas as pernas, costumava jogar aberto para fazer fulminante avanços diagonais rumo ao gol, sendo também dele o recorde de artilharia máxima do antigo campeonato soviético. Foi eleito o melhor jogador europeu de 1975, recebendo 122 pontos de 130 possíveis na apuração da revista France Football para receber a Bola de Ouro, sendo na época o segundo jogador mais jovem contemplado com o prêmio e, à altura de 2021, o quinto mais jovem. Também era frequentemente comparado a Johan Cruijff pelo estilo similar de jogo. Era reconhecido mesmo com a Guerra Fria limitando seu potencial: só depois dos 35 anos de idade foi autorizado a jogar na Europa Ocidental, a despeito de ao longo da careira ter sido sondado pelo próprio Bayern; por Real Madrid, Barcelona  e Atlético de Madrid, trio contra quem costumava fazer grandes exibições em valorizados amistosos nos torneios de verão espanhóis, como o Troféu Teresa Herrera; além de Juventus, Milan, e clubes britânicos. Também era frequentemente comparado a Johan Cruijff pelo estilo similar de jogo.
No plano doméstico, Blokhin foi fundamental na ascensão que fez do Dínamo Kiev a equipe mais vezes campeã do extinto campeonato soviético, reforçando-a como símbolo do orgulho ucraniano. Além de oito vezes vencedor (1971, 1974, 1975, 1977, 1980, 1981, 1985 e 1986) e cinco vezes artilheiro (1982, 1973, 1984, 1975 e 1977) dessa competição, Blokhin também venceu cinco vezes a Copa da URSS (1974, 1978, 1982, 1985 e 1987) e três vezes a Supercopa da URSS (1980, 1985 e 1986). Como treinador, sobressaiu-se especialmente como o técnico que classificou pela primeira vez a seleção ucraniana a uma Copa do Mundo FIFA (a de 2006). No torneio, competira como jogador nas edições de 1982 e de 1986, sob elogios especialmente na primeira. Também defendeu as seleções da Europa e do Resto do Mundo, notadamente em variados amistosos beneficentes do UNICEF. Em 2009, nas celebrações do Golden Foot vencido por Ronaldinho Gaúcho, Blokhin foi distinguido com a premiação "lenda de todos os tempos".

## Vida além do futebol
Blokhin é mestiço de pai russo com mãe ucraniana, sendo inclusive considerado como russo pelos próprios russos, além de saber falar apenas a língua russa. No início da década de 2000, manifestava compreensão à decisão, bastante comum nos anos anteriores, de futebolistas nativos da Ucrânia que optaram por defender a seleção russa, considerando tal escolha como "um direito deles". Enquanto cidadão da União Soviética, tinha seu nome russificado para Oleg Vladimirovich Blokhin - Олег Владимирович Блохин, no alfabeto russo.
Em 2002, justificando ter convidado somente o embaixador russo e não os de outros países para a partida festiva que celebraria seus 50 anos, frisou que "a Rússia foi e continuará a ser o país mais próximo de nós". Em 2006 e em 2013, opôs-se respectivamente à presidência de Viktor Yushchenko e ao Euromaidan, ambos caracterizados pelo posicionamento político mais alinhado com o Ocidente do que com a Rússia.
Apesar dessa ligação com os russos, chegou a ser noticiado ainda em 1977 no Ocidente de que Blokhin estaria em lista de suspeitos de participação de movimentos separatistas ucranianos. Após a dissolução da União Soviética e consequente independência da Ucrânia, tornou-se Oleh Volodymyrovych Blokhin, grafado Олег Володимирович Блохін no alfabeto ucraniano. Com a invasão da Ucrânia pela Rússia em 2022 agravando a Guerra Russo-Ucraniana, declarou a respeito de sua nacionalidade ucraniana que "eu nunca pretendi ir a lugar nenhum, eu nasci aqui. O que aconteceu não se encaixa em nenhuma estrutura. Quando bombas voam sobre mim, e uma casa queima literalmente a 200 metros de distância, então você entende que algo está errado nesta vida. Provavelmente, os russos, para mim, existem. Mas a Rússia como país, não. Porque essa agressão é inaceitável para mim sob quaisquer condições”. Foi uma das figuras públicas a exigir o banimento da seleção russa de quaisquer partidas, inclusive amistosas.
Seu pai chamava-se Vladimir Blokhin e a mãe, Kateryna Adamenko, ocasionalmente referida pelo nome russificado Yekaterina ou pela versão inglesa Catherine. Ambos possuíam renome no atletismo da antiga União Soviética: o pai possuía títulos nos 100 metros rasos, sendo também especialista em provas de 400 e 800 metros; e a mãe, além de campeã nos 80 metros com barreiras, no pentatlo e no salto em distância, possuía recorde soviético nos 100 metros rasos  e recorde ucraniano nos 400 metros.
A influência dos pais chegou a fazer o próprio Blokhin a, na juventude, também praticar seriamente atletismo. Chegou a ter a décima melhor marca soviética nos 100 metros rasos e ser visto como potencial "novo Borzov" da modalidade, conseguindo percorre-los em 10,8 segundos. A mãe teria demonstrado descontentamento aberto por Oleg ter optado pelo futebol, a partir do momento em que já não conseguia conciliar os dois esportes. Já o pai, veterano da Segunda Guerra Mundial, influenciaria ele a escolher Potsdam, conhecida pessoalmente por Vladimir, como cidade alemã para abrigar na Copa do Mundo FIFA de 2006 a seleção ucraniana.

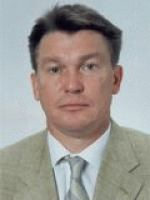
Foto oficial como parlamentar do Conselho Supremo da Ucrânia, em 2002.

A carreira de futebol não impediria que Blokhin se formasse em outras áreas quando ainda jogava, graduando-se na década de 1970 em Educação física e Relações internacionais, justificada pelo desejo declarado em 1976 de tornar-se diplomata. Em 1981, cursava Direito, restando ainda dois anos para graduar-se. Após parar de jogar, enveredou pela política, integrando o Conselho Supremo da Ucrânia entre o fim da década de 1990 e o início da seguinte. Essa decisão foi assim justificada em 2002: "faço algo próximo de mim. Trabalho na comissão de política para juventude, esporte e turismo. Juntamente com Sergey Bubka; o presidente da Associação Ucraniana de Futebol, Hryhoriy Surkis; o presidente da PFL, Ravil Safiullin. Portanto, há alguém que defende os interesses do esporte e do futebol em particular". Antigo membro do Partido Comunista da União Soviética, elegeu-se pelo Partido Comunista da Ucrânia e depois com o Partido Social-Democrata da Ucrânia; em 2002, quando a nostalgia pelo comunismo era menor nas antigas repúblicas soviéticas, defendia que, em meio aos defeitos do antigo sistema, devia a ele ter se tornado quem era, pelo fomento esportivo que havia.
Em novembro de 1980, casou-se com outra badalada esportista soviética, Iryna Deryugina, então recentemente duas vezes campeã mundial de ginástica rítmica. Formavam o casal mais badalado da Ucrânia. Filha deles, Iryna Blokhina tornou-se celebridade midiática ucraniana como ginasta, apresentadora e cantora, performando o hino da Eurocopa 2012 (sediada pela Ucrania e na qual Oleg trabalhou como embaixador do evento e técnico da seleção nacional) e treinando junto com a mãe a delegação ucraniana de ginástica rítmica nas Olimpíadas de 2024.
Na virada da década de 1990, o primeiro casamento de Blokhin inviabilizou-se pela contínua relação à distância, com o trabalho de treinador em times da Grécia enquanto a então esposa Iryna, que inicialmente o acompanhara a Atenas, preferia residir em Kiev. Em 2000, ele casou-se novamente. Com sua segunda esposa, Angela, teve outras duas filhas, Anya e Kateryna, nascidas respectivamente em 2001 e 2002, período em que ele também instituiu uma Fundação para caridade.

## Estilo de jogo e reconhecimentos
Embora nascido destro, jogava habitualmente na ponta-esquerda, para a qual buscou desenvolver habilidade e chute forte também na perna canhota. Com ainda 21 anos de idade, Blokhin já era descrito na imprensa da Europa Ocidental, em 1973, como uma das figuras mais brilhantes do seu clube, então o Dínamo Kiev, e da seleção soviética, como detentor de "grande velocidade, visão e elevada técnica". Naquele mesmo ano, na ocasião de amistoso entre União Soviética e Brasil, já era apresentado por Albert Shesternyov como a principal ameaça à defesa brasileira, em declarações dadas ao Jornal do Commercio. Shesternyov era então justamente o recordista de jogos pela URSS, marca que veio a ser superada por Blokhin.
Nos anos seguintes, Blokhin também era destacado no Ocidente pelo drible “endiabrado” (em 1974) e "magnífico" (em 1976), além de exibir oportunismo de “autêntico virtuoso” perante o gol. Em 1975, um observador brasileiro a passeio em Moscou relatou à imprensa do Rio Grande do Norte que "badalaram muito em torno de dois excelentes jogadores russos: Blokhin e Kolotov. E, de fato, os caras são cracões, futebol muito semelhante ao nosso aí. Driblam, têm malícia, jogos de corpo, chutam com as duas, cabeceiam (olhe que conheço os principais craques do Brasil e já joguei bola, sei quando o cara sabe jogo). O outro craque é o Kolotov, muito bom, porém um pouco inferior a Blokhin, que, inclusive, lembra muito o Fischer, do Botafogo, no futebol e no físico".
Em janeiro de 1976, outro jornal brasileiro, do Mato Grosso, ao repercutir a recente eleição de Blokhin como melhor jogador europeu, comentou a respeito que a premiação "é uma prova da retomada de consciência e de poder dos atacantes numa época em que o mundo teme esteja o futebol se encaminhando para o endurecimento das defesas e para os atacantes sem poesia. Há poesia no futebol deste soviético que se posta quase no meio do campo, um pouco mais para a esquerda: é dali que ele costuma partir em direção à área inimiga, driblando um, dois, três adversários, com uma ginga de corpo que faz lembrar o estilo holandês de Cruijff e dos sul-americanos mais hábeis; estilo em nada parecido com os disciplinados e pouco criativos atacantes soviéticos de outros tempos". No mesmo ano, o Diario de Pernambuco equiparou o ucraniano a Rivellino e a Mario Kempes.
Também em 1976, o jornal espanhol Mundo Deportivo o colocava como um dos melhores ponta-esquerdas "de todos os tempos" por ser "um desses jogadores privilegiados que possuem praticamente tudo: rapidez (100 m em 10,8 segundos), habilidade e chute com as duas pernas". Também contextualizava que “o jogador de futebol russo sempre se deu a imagem de possuir maiores qualidades físicas do que técnicas. Ultimamente, a aparição de Oleg Blokhin parece desfigurar um pouco essa imagem, pela excelente qualidade técnica do meia canhoto internacional”. O mesmo jornal, nos anos seguintes, usaria Michael Laudrup como parâmetro de comparação às habilidades de Blokhin, recordado em 2003 como alguém que “tinha uma mudança de ritmo impressionante, classe de sobra”. e um drible “endiabrado” e “magnífico”,

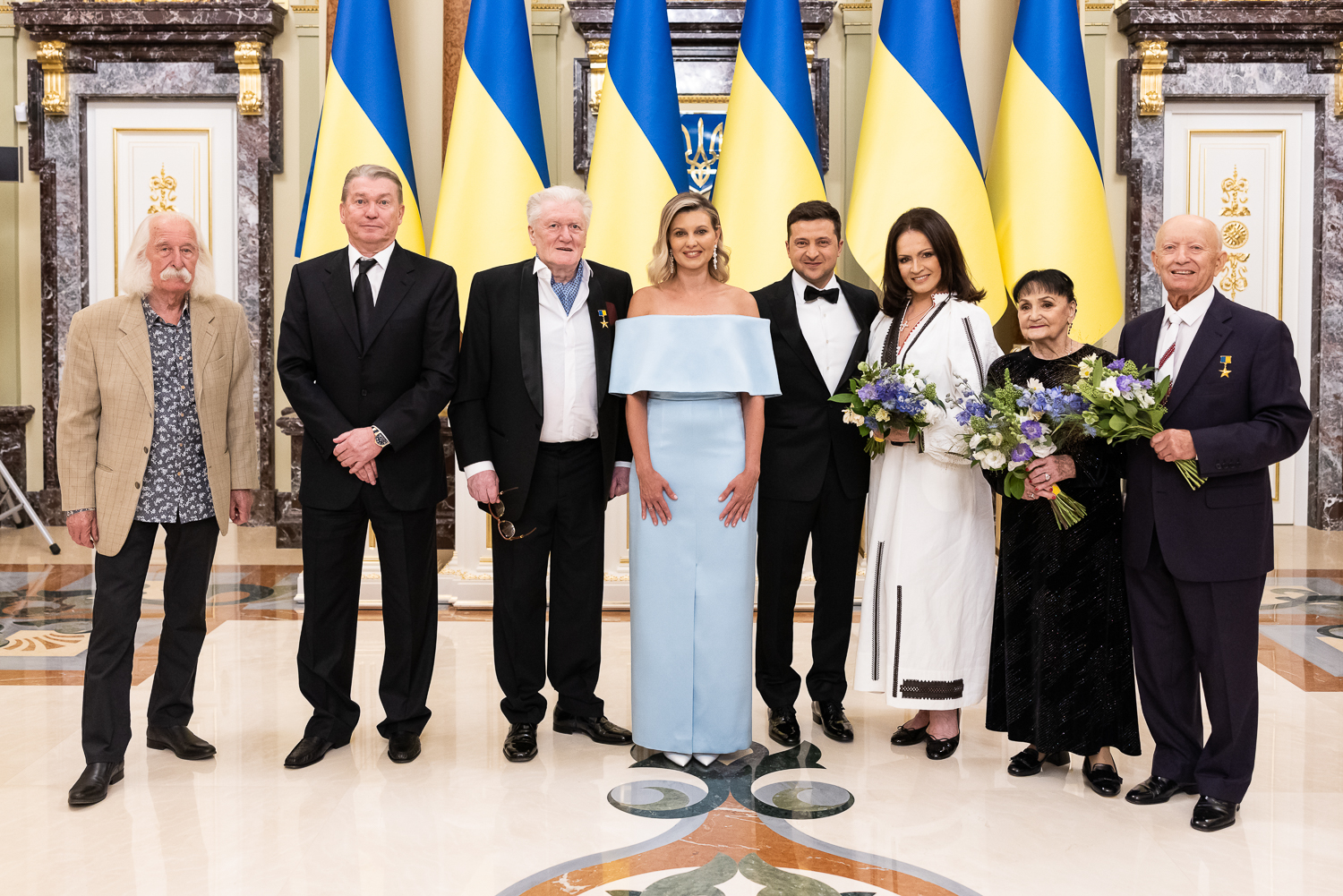
Em 2021 (segundo da esquerda para a direita), entre os primeiros laureados do prêmio "Lenda Nacional da Ucrânia".

Nos dias anteriores ao início da Copa do Mundo FIFA de 1982, a imprensa brasileira adjetivava Blokhin como "o Zico russo", "um russo sul-americano" ou como "o menos russo dos soviéticos", "por seu estilo totalmente diferente, marcado pela classe e precisão dos passes, ou pelos dribles desconcertantes. (...) É escalado na ponta-esquerda, mas nunca se fixa nesta posição, criando alternativas de jogo para seus companheiros com deslocamentos rápidos e precisos. Além disso, costuma voltar para ajudar na marcação - muitas vezes, é visto, inclusive, nas laterais do campo, cobrindo companheiros que estão apoiando o ataque". Para a revista Placar, comandava "com precisão matemática, tanto na defesa como no ataque", uma seleção que já jogava "em estilo latino", em análise publicada ainda em 1981. Em maio de 1982, a mesma revista o considerava "fundamental para liquidar a falsa imagem de que os russos não passavam de robôs em campo".
O Correio Braziliense, comentando de modo parecido que Blokhin "está mais para sul-americano do que para europeu. Seu futebol em anda se parece com o dos companheiros da própria seleção soviética. É rápido, habilidoso, inteligente, perfeito nos passes, ótimo driblador. Enfim, um jogador quase completo, ajudado por um excelente preparo físico", destacava ainda que Telê Santana admitira recentemente "estar superada a crença de que os soviéticos são duros de cintura". Após o duelo entre brasileiros e soviéticos na estreia de ambas as seleções naquela Copa, a revista Placar qualificou Blokhin como "fora de série", em editorial assinado por Juca Kfouri, ao passo que a matéria pós-jogo, de Marcelo Rezende, considerou o ucraniano como uma versão loira de Garrincha.
O próprio autor do gol da vitória brasileira, Éder, reconheceu que "o cara joga bem mesmo", apontando-o nos dias seguintes como o principal destaque do início da Copa: "é um jogador com características sul-americanas, que trabalha a bola com muita habilidade. Fiquei impressionado com sua facilidade em driblar e se deslocar por todos os setores do campo, sempre levando perigo ao nosso gol". Avaliação similar foi dada pelo Jornal dos Sports já à altura da Copa do Mundo FIFA de 1986, descrevendo-se Blokhin como um ponta-esquerda moderno, que recuava para combater no meio-campo e ajudar o lateral, deslocando-se também pelo meio e pela direita ao atacar; também se recordava que, na Copa anterior, "levou à loucura Luizinho e o restante da defesa brasileira". Em contrapartida, ele elogiava Júnior, Leandro, Sócrates, Zé Sérgio e Zico como os brasileiros mais impressionantes que enfrentara ou observara.
Gradualmente, ele passou a jogar mais recuado, no meio-campo, conforme se tornava mais veterano. Em 2002, o próprio Blokhin teceu a seguinte autoanálise, ao jornal russo Sport Express:
| “ | A característica definidora da classe de um jogador de futebol é a estabilidade. A questão não é piscar e desaparecer, mas quanto tempo você pode durar em um nível alto. O momento em que percebi que não poderia mais dar ao Dínamo mais do que havia dado veio depois de quinze temporadas jogando pelo clube de Kiev. Não creio que atacantes de igual tamanho da minha geração fossem inferiores às estrelas de hoje. Mas em termos de contas bancárias, estamos perdendo – bastante, irremediavelmente. Acima de tudo, invejo o que hoje é inteligentemente chamado de “infraestrutura de clube” que atende jogadores de futebol. Lembro-me de como no campo de treinamento em Leselidze, depois de três treinos por dia, cobrimos o escalda-pés com um curativo e lavávamos nós mesmos nossos uniformes. Depois, procuravam um radiador quente onde pudessem secar camisetas, shorts, leggings até de manhã... Quanto ao dinheiro, não, não tenho inveja. Na maioria dos casos, os salários dos jogadores de hoje são inadequados às suas habilidades e contribuição para o futebol. Nesse sentido, estou tranquilo em relação à nossa geração: ganhamos nosso dinheiro com juros. As pessoas esquecerão alguns dos ídolos atuais em cinco anos. Como você pode ver, as pessoas ainda se lembram de nós trinta anos depois. Então deixe eles nos invejarem. Nenhuma quantia de dinheiro pode comprar um lugar digno na história do futebol. Todo esse tempo não saí da cozinha do futebol, então não estou pronto para compartilhar observações 'de fora”'que seriam mais objetivas. Por dentro, uma coisa é óbvia: o jogo tornou-se mais intenso, rico, o nível de treino funcional dos jogadores de futebol, que para a nossa época era considerado proibitivo, tornou-se quase a norma. A este respeito, eu até faria alterações no regulamento: não permitiria três substituições, mas, digamos, quatro. | ” |

Ao fim de 2003, com vistas para os cinquenta anos que a UEFA completaria no ano seguinte, a entidade promoveu premiação do seu jubileu de ouro, apontando os melhores futebolistas que cada nação afiliada teve no período - sendo Blokhin o eleito dentre os ucranianos. Ao destacar-se na Eurocopa 2008 com a seleção russa, Andrey Arshavin foi rotulado de “o novo Oleg Blokhin”. Um ano depois, nas celebrações do Golden Foot vencido por Ronaldinho Gaúcho, Blokhin foi distinguido com a premiação "lenda de todos os tempos".
Diferentes revistas ocidentais costumeiramente incluíram Blokhin em diferentes listas de melhores futebolistas da todas as eras. Em 2005, a brasileira Placar o incluiu em uma sobre os cem maiores jogadores das Copa do Mundo FIFA, na 90ª colocação, além de qualifica-lo como o maior jogador soviético. Em 2017, a britânica FourFourTwo colocou-o como o 45º maior jogador da história, enfatizando em especial a autoria do ucraniano nos três gols que deram ao Dínamo o título da Supercopa Europeia de 1975 sobre o Bayern Munique. Em 2020, a revista France Football o nomeou como uma das opções de ponta-esquerdas para um "time dos sonhos" dela. A FourFourTwo voltou a lembrar-se dele em diferentes listas feitas entre 2023 e 2024: 25º melhor atacante e 19º melhor jogador da década de 1980, ambas ressalvando como nela ele continuava um futebolista de ponta após um auge ainda em 1975; 13º maior jogador da década de 1970; e 15º maior futebolista da história do Leste Europeu.

## Dínamo Kiev

### Anos 70

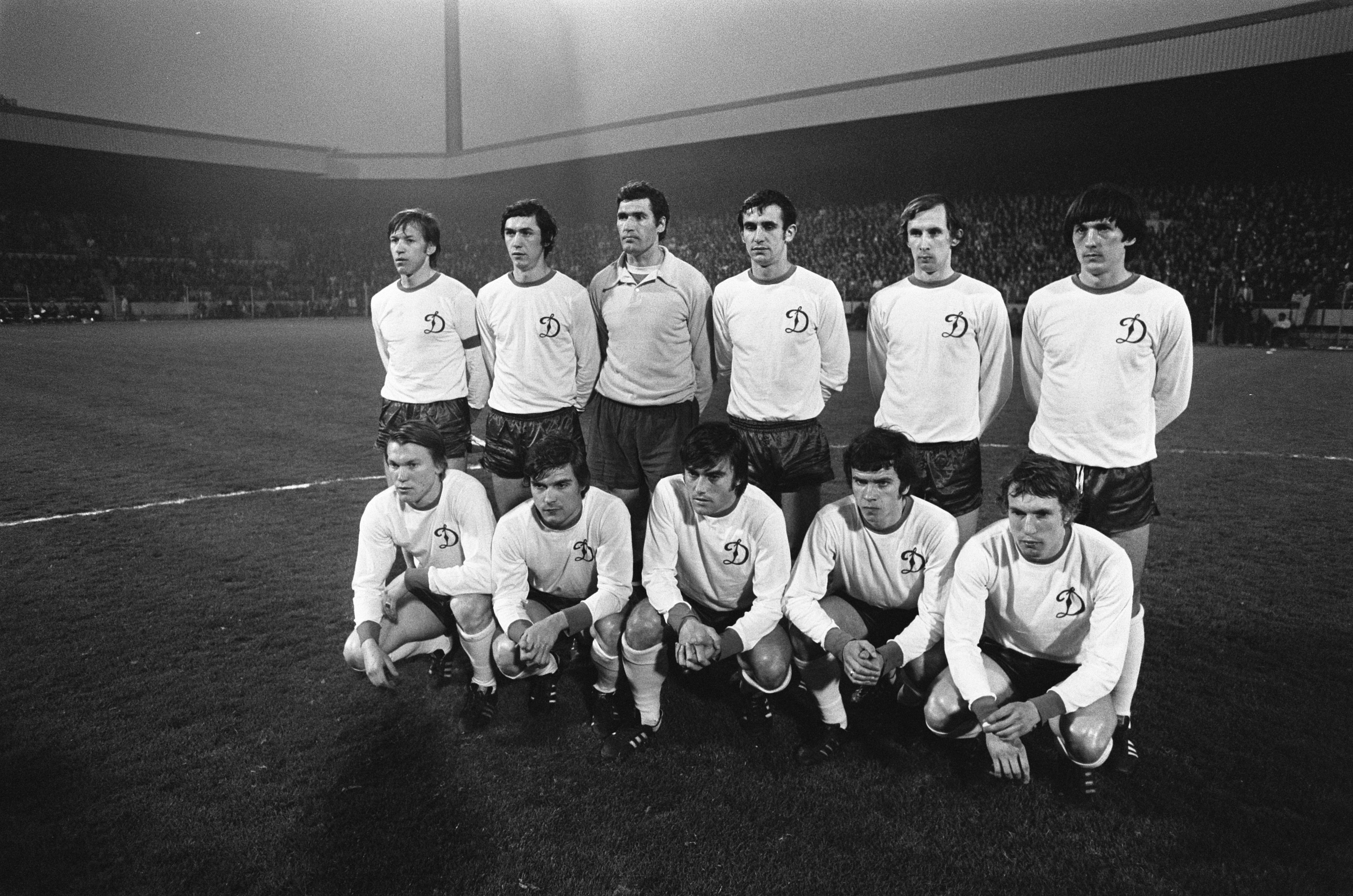
Primeiro agachado no Dínamo Kiev campeão da Recopa Europeia de 1974–75.

Começou a praticar futebol aos dez anos de idade, na escola mantida pelo Dínamo Kiev. Seu primeiro título na equipe adulta veio no campeonato soviético de 1971, embora com apenas uma partida de participação. No de 1972, contudo, já se sobressaía, sendo campeão e também o artilheiro do torneio, com 14 gols, em 27 partidas. Voltou a ser o artilheiro do campeonato em 1973, com 18 gols, sendo também eleito nesse ano o melhor jogador do país, embora o Dínamo ficasse na segunda colocação tanto no campeonato como na Copa da URSS - no que foi a primeira temporada de Valeriy Lobanovskiy e de seu fiel assistente Oleh Bazylevych na direção técnica do clube, substituindo Viktor Maslov em outubro.
Lobanovskiy e Bazylevych idealizaram o chamado futebol científico. Grande estudioso, Lobanovskiy pregava preparação física além do comum para a época, submetendo jogadores a treinar à exaustão movimentos ensaiados com maior exatidão possível, para execuções rápidas e verticais. Outra inovação para aquele tempo era o ideal de que defensores deveriam saber atacar bem como que atacantes - inclusive Blokhin -, similarmente, também reforçassem papéis defensivos. O próprio Blokhin, cerca de quarenta anos depois, exaltaria essas mudanças, na entrevista ao jornal russo Sport Express:
| “ | Nunca considerei um fenômeno o que estava acontecendo com a equipe naquele momento - afinal, o significado dessa palavra implica, pelo que entendi, algo inesperado. É exatamente o contrário: a decolagem foi programada. Maslov, Sevidov e Lobanovskiy selecionaram jogadores de forma proposital e lenta. No final, chegou o momento em que o mosaico planejado finalmente tomou forma. Acredite, não estou sendo apático quando me oponho a que as conquistas do Dínamo sejam chamadas de fenomenais. Pelo contrário: se nós, que suportamos cargas de treinamento espacial, não conseguíssemos nada, seria um “fenômeno”. E psicologicamente, provavelmente teria quebrado qualquer um de nós. Se esforços extremos não se traduzirem em vitórias, ocorre o colapso...". | ” |

Naquele período, o clube travou duelos equilibrados contra o Real Madrid pelas quartas-de-final da Liga dos Campeões da UEFA de 1972-73, em março de 1973. A partida em Kiev teve como grande destaque precisamente o goleiro madridista Mariano García Remón, avaliado como "colossal" e "autêntico herói do resultado" por salvar jogadas perigosas de Blokhin. Os ucranianos chegaram a se declarar otimistas para a revanche no estádio Santiago Bernabéu, na qual, apesar de eliminados em noite de pontaria ruim nos arremates, foram reconhecidos como "excelentes de técnica". O público espanhol voltou a vêer Blokhin em agosto, no Troféu Cidade de Valladolid: o Dínamo obteve a taça em vitória de virada por 2-1 sobre o anfitrião, com Blokhin conferindo assistência no gol de empate.
Em 1974, Blokhin foi novamente eleito o jogador soviético do ano, bem como o artilheiro do campeonato nacional, com 20 gols. Nele o Dínamo pôde ser, com duas rodadas de antecedência, campeão soviético - em título garantido após empate em 3-3 com o Pakhtakor Tashkent. Também venceu-se a Copa da URSS, em final na qual o Dínamo teria entrado em campo já com camisa de campeão, tamanha a confiança, antes de vencer por 3-0 o Zorya Voroshlovgrado. Pela temporada, Blokhin foi também considerado entre os vinte melhores jogadores da Europa nas premiações da Bola de Ouro da revista France Football. Em paralelo, o clube avançava às fases decisivas da Recopa Europeia de 1974-75. Nela, à altura de maio de 1975, o Dínamo tornou-se ao primeiro clube soviético a conseguir um título europeu. Antes mesmo da conquista, já era elogiado como "o novo Ajax" pela própria imprensa neerlandesa, após a classificação nas semifinais diante do PSV Eindhoven estrelado pelos gêmeos René e Willy van de Kerkhof.
O título na Recopa veio em triunfo de 3-0 sobre o Ferencváros. Blokhin, cuja escalação chegou a ser posta em dúvida por problemas físicos, inicialmente concedeu assistência ao primeiro gol, aos 17 minutos do primeiro tempo, ao efetuar um passe em profundidade para Vladimir Onishchenko, autor também do segundo gol. Blokhin marcou o terceiro, aos 19 minutos do segundo tempo – ao receber a bola, ganhou do marcador Miklós Pataki na velocidade e livrou-se da desesperada saída do goleiro antes de concluir ao gol vazio, na descrição do Mundo Deportivo, ao passo que no relato do Diario de Pernambuco o atacante, "antes de arremessar, burlou toda a zaga do Ferencváros". Nos meses seguintes, Blokhin e o Dínamo também obtiveram a Supercopa Europeia de 1975, em dois jogos contra o Bayern Munique. Em 9 de setembro, no minuto 66, fez o único gol do duelo de ida, dentro de Munique, e foi tido como melhor em campo no jogo de volta, em 6 de outubro, em Kiev; à altura de 1982, seguia considerando aquele gol na Supercopa como o melhor feito na carreira.
Acerca da Supercopa, no Brasil o Jornal dos Sports comentou que Blokhin, o "sprinter na sua posição, foi de notória e definitiva importância para a quebra da estrutura defensiva do Bayern. Deu pena assistir o destroçamento de jogadores como Schwarzenbeck e Beckenbauer diante das furiosas investidas em busca do centro ou do gol", "diante de milhões de telespectadores tontos pela demonstração de Blokhin e seus companheiros". Schwarzenbeck, especificamente, o colocou já acima de Cruijff ao declarar sobre Blokhin que "nunca joguei contra um atacante tão forte em todas as facetas", ao passo que o Bayern tentou a contratação do ucraniano - precisando os dirigentes bávaros conformar-se com os entraves políticos que "pagaríamos um milhão de marcos em metal sem duvidar, mas nunca sairá da União Soviética". A humilhação causada nele e em Beckenbauer seguia recordada até mesmo no Brasil em 1982: "poucas vezes Beckenbauer fez exibições tão desastradas. É que, a partir da linha divisória, Blokhin investia sobre o pesado central Schwarzenbeck, desgarrando sozinho rumo à grande área. Encarregado da cobertura, Beckenbauer tentava para-lo no combate aéreo, e logo constatou que não havia como deter aquele louro velocista. Então, apelava para agarrões ou pontapés, recursos nada condizentes com alguém chamado Kaiser", relembrou a revista Placar.
Ao fim daquele ano de 1975, Blokhin e o Dínamo também comemoraram o bicampeonato soviético seguido, cinco pontos à frente do Shakhtar Donetsk. O jogador veio então a ser premiado com a Bola de Ouro da France Football ao melhor jogador europeu - logo à frente de Franz Beckenbauer, em segundo, e Johan Cruijff, em terceiro. Os 23 anos de idade que o ucraniano tinha na ocasião faziam dele o segundo jogador mais jovem a receber o prêmio, abaixo apenas dos 22 que George Best tinha em 1968; posteriormente, foi superado também pelos 21 anos  de Ronaldo em 1997 e pelos 22 anos tanto de Michael Owen em 2001 como de Lionel Messi em 2009.
Em 2000, o conterrâneo Andriy Shevchenko, de “mobilidade e rapidez” já descritas na época como semelhantes a de Blokhin, rotulou tal ocasião como uma inspiração: “desde então, luto para alcançar a Bola de Ouro da France Football mais do que qualquer outro troféu”, afirmava o então atacante do Milan. À altura daquela temporada de 1975, Blokhin possuía um GAZ Volga com cassete para ouvir música, itens considerados luxuosos aos cidadãos soviéticos. Apesar da fama e da postura sorridente, continuava visto como tímido e sem estrelismos, considerando-se publicamente apenas mais um jogador da equipe: “Eu diria melhor que sou o mais popular, mas não me atreveria a afirmar que sou o melhor”, assegurava.

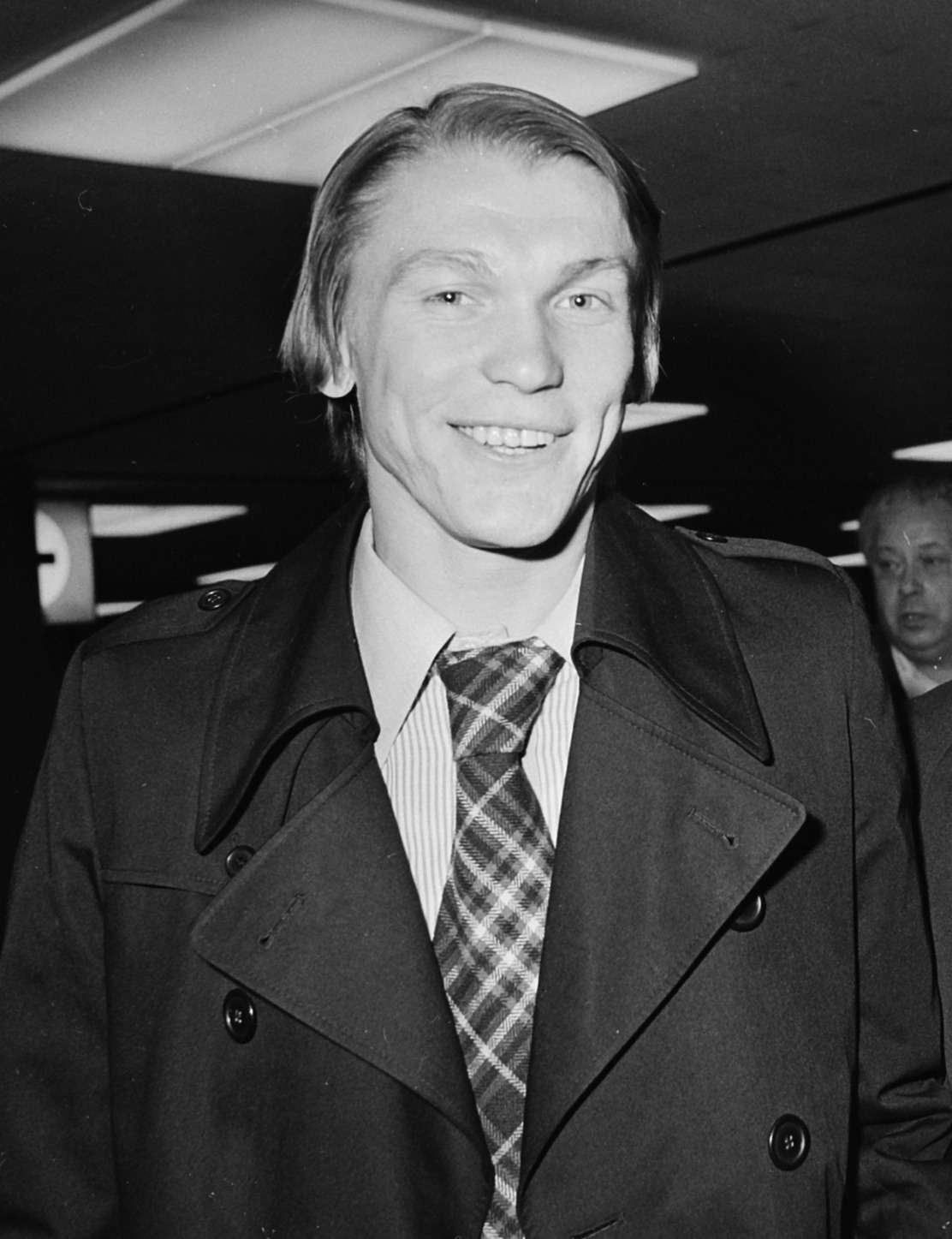
Em 1977, em aeroporto nos Países Baixos.

No primeiro semestre de 1976, o Dínamo esteve próximo de novo título europeu, já na Liga dos Campeões daquela época. Foi eliminado nas quartas-de-final pelo Saint-Étienne, sob épica remontada: os ucranianos haviam vencido por 2-0 em Kiev, com Blokhin marcando o segundo gol; porém, perderam pelo mesmo placar na França ao fim do tempo normal, levando na prorrogação um terceiro gol. Blokhin chegou a chorar em função de uma chance não aproveitada, em especial porque o lance do gol desperdiçado, descrito como "imperdível", se desdobrou no contra-ataque que viria a resultar no primeiro gol do adversário, aos 19 minutos do segundo tempo - abrindo um placar ampliado oito minutos depois. A situação insólita chegou a render crônica em que o jornal L'Équipe imaginou a hipótese em que a bola teria entrado, reconhecendo-se que “os craques também erram”. Adiante, o algoz terminaria vice-campeão, vendo na reviravolta sobre o Dínamo o seu principal resultado na histórica campanha.
Apesar da decepção na Liga dos Campeões, Blokhin foi considerado o segundo melhor jogador daquela edição do torneio, abaixo apenas do campeão Franz Beckenbauer. Visto naquele momento como “o sucessor de Cruijff”, foi também eleito o segundo melhor ponta-esquerda europeu de 1976 pela revista francesa Onze Mondial, abaixo de Rob Rensenbrink, justamente o escolhido por ela como o melhor europeu da temporada. Já de acordo com a France Football, Blokhin foi o 19º melhor europeu de 1976.
Os seguidos sucessos continentais do Dínamo vinham fazendo o clube tornar-se naturalmente a base da seleção soviética, a ponto de um duelo amistoso em Nova York em julho de 1976 contra o Borussia Mönchengladbach ser visto como preparação experimental da própria URSS para as competições de futebol nas Olimpíadas de Montreal. Blokhin e o clube então atravessaram noticiada má fase entre meados de 1976 e o início de 1977, em meio a uma brusca renovação do elenco. Justificaria assim em 2002 aquele momento ruim:
| “ | Foi natural: quem havia conquistado tudo o que poderia ser conquistado um ano antes não aguentava mais. Chegamos a um limite que nem mesmo Lobanovskiy, com sua brilhante intuição de treinador, percebeu a tempo. O Dínamo Kiev vivia um modo de jogo inimaginável: campeonato, seleção nacional, taças europeias - a minha cabeça girava! Certa vez calculei: eram mais de 90 partidas por temporada. (...) Como existíamos numa sociedade fechada, onde as pessoas não tinham amplo acesso à informação, incluindo informações sobre futebol, havia uma impressão enganosa de que estávamos quase 'à frente dos demais'. Na verdade, 'jogamos à frente' apenas no futebol soviético, mas não no futebol mundial. | ” |

Em março de 1977, então, Blokhin participou ativamente de vitória de 2-0, construída nos sete minutos finais, a qual encerrou o ciclo de títulos seguidos do Bayern Munique na Liga dos Campeões da UEFA. A nova façanha alimentou rumores de que o Real Madrid, então treinado por um iugoslavo (Miljan Miljanić), buscava contrata-lo mesmo sabendo-se da dificuldade de saída de jogadores das nações da Europa Oriental. O próprio Miljanić já havia exaltado Blokhin e o Dínamo à revista brasileira Placar: "um time maravilhoso. Foi o primeiro time soviético a jogar com toda a liberdade, sem esquemas rígidos e posições fixas. Era uma fantasia, uma rapsódia colorida de belos movimentos".
No mês seguinte, porém, Blokhin, que já amargava a desclassificação soviética nas eliminatórias da Copa do Mundo FIFA de 1978, foi bem anulado por Berti Vogts nas semifinais contra o Mönchengladbach. Vogts, ainda assim, reconheceria em 1982: "um tipo caladão esse russo. Mas sempre foi um cavalheiro, um exímio jogador. O único defeito dele é não ser alemão: caso contrário, jogaria em nossa seleção". O ucraniano retribuiria em 2002: "o marcador pessoal mais destacado contra quem joguei foi Berti Vogts. Rápido, duro, inflexível e com um incrível senso de posicionamento".
Ao fim de 1977, o Dínamo foi campeão soviético pela oitava vez e Blokhin, artilheiro com 17 gols. Foi também sua última artilharia, diante da gradual mudança de posição em campo, deslocado do ataque para a armação de jogadas; ao mesmo tempo, aquela temporada inaugurou a série mais consistente do clube no torneio, com sete temporadas seguidas entre os três primeiros colocados (sendo três títulos e três vices). Em meio a isso, Blokhin também teve percalços: na Liga dos Campeões de 1978–79, os soviéticos foram eliminados ainda nas oitavas-de-final, pelo futuro vice-campeão Malmö; em 1979, o jogador enfrentou problema grave em um joelho, precisando opera-lo diante do risco de precisar deixar o esporte. Nesse contexto, o Spartak Moscou encerrou jejum de dez anos na liga soviética, ainda que Blokhin pudesse se recuperar a ponto de terminar como vice-artilheiro do campeonato daquele ano.
Em dezembro de 1979, Blokhin chegou a marcar em vitória por 2-1 em Sochi sobre o Lokomotiv Sófia, mas o triunfo terminou em vão; o adversário havia vencido por 1-0 na Bulgária e assim avançou para as quartas-de-final da Liga Europa de 1979–80.

### Anos 80

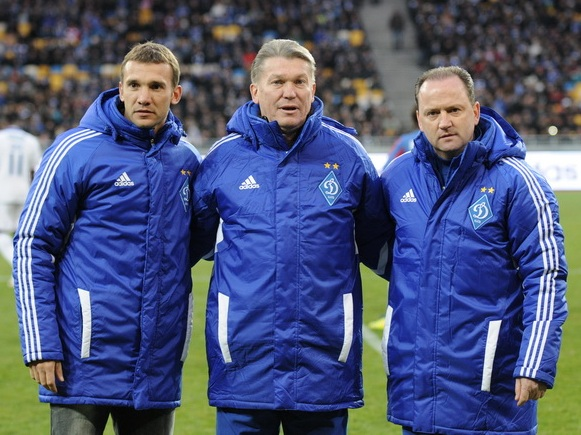
Em 2012, entre os outros ucranianos que receberam a Bola de Ouro de melhor jogador da Europa: Andriy Shevchenko (2004) e Igor Belanov (1986), ambos também revelados pelo Dínamo Kiev. Blokhin recebeu por 1975.

Blokhin e o Dínamo recuperaram em 1980 o título do campeonato soviético, após três anos. O futebol italiano, que se fechara em 1966 a novos jogadores estrangeiros, anunciou a reabertura a eles para a partir da temporada 1980-81. Blokhin foi imediatamente um dos nomes cogitados pela revista especializada Guerin Sportivo, juntamente a nomes como Zico, Michel Platini, Mario Kempes e Johan Neeskens, dentre outros. Uma vez chegado o ano de 1981, contudo, Blokhin não considerava a hipótese de jogar em outro país, diante da necessidade que o Dínamo tinha dele.
Também em 1981, ao alcançar com 28 anos de idade o gol de número 153 no campeonato soviético, em junho, quebrou marca que durava cerca de trinta anos, ao tornar-se o maior goleador da história do torneio – superando Aleksandr Ponomarov. A ocasião deu-se precisamente em duelo com o Spartak Moscou, encontro que tinha se convertido na principal rivalidade do futebol soviético, opondo as duas equipes que lutavam pela hegemonia do campeonato nacional, sendo o Spartak precisamente o vice-campeão em 1980. No jogo em que se igualara a Ponomarov, com o gol 152, recusara bater um pênalti; segundo o próprio Blokhin, "coloquei na cabeça que anotaria o gol recorde numa jogada em velocidade, pois isso me recompensaria bem mais que fazê-lo em lance de bola parada".
Sua transferência ao exterior logo voltou a ser comentada após uma sequência de grandes exibições contra clubes espanhóis, em amistosos de verão em agosto de 1981. Naquele mês, ele inicialmente, marcou três gols em oito minutos em vitória da própria seleção soviética sobre o Atlético de Madrid, em Moscou, no dia 1º. Cerca de uma semana depois, pelo Dínamo, venceu o Barcelona e novamente o Atlético, respectivamente pelas semifinais e final do tradicional Troféu Teresa Herrera: contra os catalães, fez um dos gols do triunfo por 2-1, resultado em que a própria imprensa local reconheceu que deveria ter sido maior se não fosse grande atuação do goleiro barcelonista Pedro María Artola e que o astro ucraniano fora alvo de diversas faltas que mereciam sanções mais atenciosas da arbitragem; no seu gol, Blokhin aproveitou-se de falha adversária para driblar um marcador e então o goleiro para concluir diante do arco vazio. Na decisão, dois dias mais tarde, fez o único gol: aos 25 minutos, “com toda a tranquilidade”, aproveitou rebatida mal dada pela defesa madrilenha e colocou a bola na trave oposta à da colocação do goleiro.
Assim, em outubro de 1981 já começava a noticiar-se novo interesse do Real Madrid, que chegou a usar as conexões comerciais do seu dirigente Ramón Mendoza com empresas estatais soviéticas para buscar uma negociação com o Dínamo. A transferência chegou a ser anunciada como acertada, pela duração de dois anos, divulgando-se que a exigência da Federação de Futebol da União Soviética seria para que se aguardasse para depois da Copa do Mundo FIFA de 1982 e que Blokhin pudesse ser empregado também na comissão técnica madridista, “para assimilar conceitos úteis para quando voltar à União Soviética”. O técnico do clube ser um iugoslavo, Vujadin Boškov, também corroborava os rumores.
Ao fim do ano de 1981, o Dínamo foi novamente campeão soviético e o rival Spartak, novamente o segundo colocado. Aquele foi o 10º título soviético do time de Kiev, igualando-se precisamente aos dez que o Spartak tinha até então; à altura de 1981, o Dínamo Moscou possuía onze, mas somente um (o de 1976) havia sido vencido desde 1963, quando ainda tinha Lev Yashin - cuja aposentadoria contribuía largamente para a decadência deste outro Dínamo, sem ser novamente vencer o campeonato (inclusive o russo) desde aquela conquista de 1976. A rivalidade do Spartak com o Dínamo Moscou, o mais antigo dérbi do futebol russo, acabou, ao longo da ascensão ucraniana liderada por Blokhin, tornando-se secundária a ponto da concorrência contínua do Spartak com a equipe de Kiev na década de 1980 virar "O Clássico Soviético".
Em meio à transição de 1981 para 1982, a ausência de confirmação oficial da apalavrada transferência de Blokhin ao Real Madrid chegou a fazer com que Juventus e Milan demonstrassem já em janeiro de 1982 interesse pelo ucraniano, bem como o Atlético de Madrid. No primeiro semestre daquele ano, Blokhin e o Dínamo chegaram até as quartas-de-final da Liga dos Campeões da UEFA de 1981–82, eliminados pelo futuro campeão, o Aston Villa. Clubes ingleses, assim, demonstravam interesse em Blokhin, de acordo com declaração dele dada em maio.
Além das ofertas inglesas e da dupla de Madrid, Blokhin enumerava propostas também do Barcelona  e de clubes da Alemanha Ocidental, se comprometendo a analisa-las após a Copa do Mundo. Porém, noticiou-se ainda ao fim daquele mês que ele não receberia autorização do Comitê Central de Esportes da URSS para atuar no exterior. Em junho, em meio à Copa do Mundo, ele próprio já também descartava a possibilidade: "sou um homem tremendamente realista. Tão realista que as aventuras me incomodam", afirmou. À altura da Copa, havia marcado 163 gols em 276 jogos.
Pouco depois do Mundial, ele voltou à Espanha para novas exibições elogiadas nos tradicionais torneios de verão. Novo título do Dínamo no Teresa Herrera chegou a despertar brincadeiras de que a competição passaria a ser chamada de "Herrerov" e que o Estádio Municipal de Riazor "pareceria o estádio Lênin". Blokhin, eleito o melhor do torneio em 1982, forneceu assistência para o segundo gol ucraniano no 2-1 sobre o Bayern Munique nas semifinais; a decisão, diante do Barcelona, foi “um recital soviético”, na crítica do Mundo Deportivo após a vitória por 4-1 sobre os catalães. Nela, Blokhin conferiu a assistência para Vadim Yevtushenko, vendo-o livre de marcação, no terceiro gol, e fez o quarto, “de forma magistral”, batendo Javier Urruti: de acordo com o mesmo jornal, “este 4-0 provocou o êxtase do público congregado no Riazor, que, em sua maioria, começou a flamular seus lenços”. Todavia, ao fim do ano o Dínamo de Kiev perdeu por um ponto o título soviético para o Dínamo Minsk, apesar de triunfo dentro da RSS da Armênia por 3-2 sobre o Ararat Yerevan na rodada final.
Em paralelo, na Liga dos Campeões de 1982–83, os ucranianos acabaram eliminados nas quartas-de-final pelo futuro campeão Hamburgo. Os alemães conseguiram vencer por 3-0 dentro da URSS, mas, em casa, se assustaram: o Dínamo conseguiu abrir 2-0 e a tranquilidade germânica só veio no minuto 66, quando o placar foi descontado para 2-1, o resultado final. O técnico do Dínamo contemporizou: > “O 3-0 da ida pesou demais e este é só nosso terceiro jogo no ano. Além disso, Blokhin se lesionou”, justificaria Yuri Morozov. Voltando ao Teresa Herrera para a edição de 1983, Blokhin não impediu triunfo do Peñarol, nos pênaltis (5-3, com Blokhin convertendo sua cobrança), na semifinal, só exibindo lampejos.
O Dínamo ressentia-se da perda do técnico Valeriy Lobanovskiy para a seleção (após a Copa do Mundo) e Blokhin viveu relativo ostracismo naquele período, deixando de ser indiscutível até mesmo na seleção; o Dínamo foi apenas 7º colocado no campeonato soviético de 1983 e 10º no de 1984, sua pior colocação desde 1950. Em meio a esse biênio, também foi eliminado prematuramente na Liga Europa de 1983–84 (nos primeiros duelos, contra o Laval) e na Copa da URSS de 1984 (nas oitavas-de-final). Lobanovskiy voltara ao cargo ainda em 1984, mas a reação principal foi a contratação da promessa Igor Belanov, apontado como substituto de Blokhin. Em junho de 1985, porém, foi o próprio Blokhin quem marcou o segundo gol da vitória por 2-1 sobre o Shakhtar Donetsk na final da Copa da URSS.
Naquele mesmo ano de 1985, o Dínamo voltou a fazer boa participação em amistosos pela Espanha: em agosto, Blokhin marcou os dois primeiros gols e forneceu a assistência do terceiro na vitória de 4-2 sobre o Real Valladolid pelo Troféu "Cidade de Vigo”; e foi eleito o melhor jogaor do torneio, vencido após 0-0 com o Celta. Ao fim do ano, o Dínamo também reconquistou o campeonato soviético, deixando para trás o rival Spartak, ainda com dez títulos soviéticos àquela alutra. Também passava a ter os mesmos onze títulos soviéticos do Dínamo moscovita, que desde 1963 era isoladamente o maior campeão do país.
Aquele título da Copa sobre o Shakhtar, por sua vez, classificou o Dínamo para a Recopa Europeia de 1985–86. Os ucranianos começaram a atrair atenção especial nesse torneio a partir dos duelos com o Rapid Viena, já em março de 1986: ganharam de 4-1 dentro da capital austríaca, e, em Kiev, Blokhin fez o quarto em goleada de 5-1.
Diante de cem mil espectadores, Blokhin fez também dois gols e deu uma assistência nos 3-0 nas semifinais contra o Dukla Praga: abriu o placar aos 7, em jogada individual; aos 35, deu passe decisivo para Aleksandr Zavarov marcar o segundo e, dois minutos depois, marcou “com um soberbo tiro de voleio de bate-pronto”. Em meio ao acidente nuclear de Chernobil, o clube ucraniano voltou à decisão do torneio, após onze anos. Blokhin, que chegou a ter sua presença na final colocada em dúvida, era o único remanescente do elenco campeão em 1975.
A final foi contra o Atlético de Madrid e teve nas arquibancadas o próprio treinador da seleção soviética, então Eduard Malofeyev, de presença vista para certificar-se se o veterano, padecendo de lesão muscular, teria condições de ir aà Copa do Mundo FIFA de 1986. Blokhin marcou o segundo gol no contundente triunfo de 3-0, já aos 35 minutos do segundo tempo, liquidando a decisão; no lance, escorado pela direita, encobriu com um toque sutil o goleiro Ubaldo Fillol. Quando tudo se encontrava resolvido com esse lance é que um terceiro gol foi conferido. O técnico adversário era Luis Aragonés, cujo reencontro com Blokhin vinte anos depois, na Copa do Mundo FIFA de 2006 (com Aragonés treinando a seleção espanhola contra a ucraniana dirigida por Blokhin), foi tratado como vingança pessoal diante da obsessão que o treinador derrotado em 1986 criou pelo resultado daquela final. Aragonés, para negar o favoritismo de sua seleção em 2006, justificaria que "eles têm Blokhin", como se o oponente ainda jogasse.
Também em 1986, Blokhin publicou um livro autobiográfico, com o título de "O futebol põe à prova", e comemorou o bicampeonato soviético seguido, ao fim de corrida contra a dupla Spartak e Dínamo Moscou, cujos onze títulos terminaram ali superados pelos doze acumulados pelo de Kiev, consolidado como maior campeão soviético. Já a Supercopa Europeia de 1986 veio a ser travada já em fevereiro de 1987. Nela, os soviéticos pouco puderam se aproximar das traves do Steaua Bucareste, “salvo algumas tentativas distantes de Oleg Blokhin”. Em Mônaco, Gheorghe Hagi fez o único gol do duelo, vencido pelos romenos.
No mesmo mês de fevereiro de 1987, já pela Liga dos Campeões de 1986–87, Blokhin abriu o placar de 2-0 "em ritmo de treino" sobre o Beşiktaş, surrado por 5-0 na Turquia. O Dínamo foi até as semifinais, contra o Porto, permanecendo como favoritos ao título mesmo depois de derrota por 2-1 no jogo de ida, no Estádio das Antas. Porém, os portugueses conseguiram novo triunfo de 2-1 também em Kiev, mesmo sob pressão de público de 100 mil ucranianos, que reclamaram de pênalti não marcado em Blokhin. O Porto, que os frustrara já com dois gols nos primeiros onze minutos de jogo, terminaria campeão.
Em setembro de 1987, embora Blokhin já fosse veterano, surpreendeu com anúncio inicial de que pararia de jogar, decisão motivada por relações ruins “no seio do Dínamo Kiev” com alguns colegas e com o técnico Valeriy Lobanovskiy. Quando efetivamente deixou o Dínamo, somava 211 gols pelo clube. O rival Spartak logo chegou a rapidamente se igualar aos doze títulos soviéticos do Dínamo, em 1989. Dos treze títulos soviéticos do time de Kiev (o 13º viria precisamente em 1990, recolocando-o isoladamente como maior campeão do torneio), Blokhin participou de oito, marca que também fez dele o jogador mais vezes vencedor da competição.

## Em clubes ocidentais
Durante a Guerra Fria, futebolistas do Leste Europeu precisavam normalmente aguardar a idade de 29 anos para serem autorizados a uma transferência a países capitalistas. No caso específico de Blokhin, contudo, seu brilho acima da média rendeu primeiramente sucessivas tentativas de concessão de uma exceção ainda antes que alcançasse essa idade, notadamente pelo Real Madrid. Quando foi treinado por técnicos da comunista Iugoslávia, casos de Miljan Miljanić em 1977 e de Vujadin Boškov em 1981, este clube fez propostas formais, noticiando-se largamente que em 1981 as partes haviam chegado a um acordo. Porém, a mesma qualidade incomum de Blokhin também acabou por fazer os dirigentes soviéticos a lhe reterem muito além daquele limite etário.
Entre 1975 e 1982, o ucraniano também despertou noticiado interesse de Bayern Munique, Atlético de Madrid, Barcelona, Juventus e Milan. O brilho de Blokhin e de Rinat Dasayev na Copa do Mundo FIFA de 1982 dava a impressão de que, sem os entraves políticos, "qualquer time do mundo daria o que os soviéticos exigissem". Porém, Blokhin só foi finalmente autorizado a sair da União Soviética quando já tinha mais de 35 anos. Em 1987, Gennadiy Logofet, então dirigente, declarava de modo realista que a autorização dos órgãos estatais soviéticos para a negociação dos principais jogadores locais era difícil, pois "só deixam sair do país os medíocres".
Em novembro de 1987, já tendo acumulado 428 gols no futebol soviético, Blokhin confirmou-se interessado em finalmente jogar no exterior mais para adquirir experiências novas úteis para uma futura carreira como treinador do que por fatores puramente econômicos, embora admitisse anos mais tarde a igual intenção de garantir financeiramente sua família. Um mês antes, circularam rumores de sua contratação, em pacote com outros jogadores do Dínamo, pela equipe escocesa do St. Mirren. Blokhin, Anatoliy Demyanenko, Vadim Yevtushenko e Vladimir Bessonov cumpriam todos o requisito de já terem mais de 30 anos e custariam cada um entre 150 mil e 300 mil dólares.
O primeiro destino ocidental de Blokhin, anunciado em janeiro de 1988, foi uma equipe da segunda divisão austríaca, o Vorwärts Steyr; seus diretores haviam se impressionado com seis gols marcados por ele em torneio amistoso disputado em Linz em dezembro de 1987. Blokhin foi apenas o terceiro jogador soviético autorizado a jogar no exterior, após Anatoliy Zinchenko em 1980 e Sergey Shavlo em 1987, ambos adquiridos pelo Rapid Viena, também da Áustria. O próprio Rapid havia se interessado em trazer também Blokhin ainda em 1981, e recebera Zinchenko, já veterano, com a contrapartida de lhe introduzir metodologias de treinamento para favorecer-lhe como potencial treinador de times soviéticos.
O contexto da Perestroika e a idade elevada do astro, que já não desfrutava de frequência na seleção, também favoreciam a ainda incomum negociação com o Ocidente. A operação com o Vorwärts, fechada em 125 mil dólares por um ano e meio de contrato, teve ainda assim idas e vindas, tumultuada pela Federação de Futebol da União Soviética, levando a ameaça de processo dos austríacos junto à FIFA; as autoridades soviéticas viam como “mau exemplo à juventude soviética” que Blokhin, um oficial do Exército Vermelho, rumasse à Áustria, embora admitissem que ele fosse jogar na comunista Hungria, diante do interesse do Újpest.
Sua contratação teve a mediação da agência soviética Sovintersport e da empresa Dorna, então situada intencionalmente no paraíso fiscal de Liechtenstein e detentora quase que exclusiva dos direitos de licenciamento da negociação de futebolistas e ciclistas soviéticos, tendo cuidado logo na sequência das idas de Aleksandr Zavarov à Juventus, de Rinat Dasayev ao Sevilla, Sergey Baltacha ao Ipswich Town e de Vasiliy Rats ao Espanyol; estes, por sua vez, precisaram aguardar o fim da Eurocopa 1988 para serem autorizados, torneio ocorrido em meio a um período ausente de Blokhin na seleção.
Blokhin enfim pôde estrear no fim de março de 1988 pelo Vorwärts, atraindo 4.500 espectadores em Steyr, uma cidade de apenas 40 mil habitantes; foi em 0-0 com o LASK Linz, em jogo válido pela repescagem que definiria quem jogaria na primeira divisão. Com média de público aumentando consideravelmente, o Vorwärts pôde voltar depois de 37 anos à elite, em ascensão creditada a Blokhin. A diretoria premiou-lhe com um carro Mazda 626, em modelo daquele ano.
Em 1989, em manobra considerada ainda mais "surrealista", os dirigentes do Aris Limassol, modesta equipe até na própria realidade do Chipre, só tendo vencido em 2023 pela primeira vez o campeonato cipriota, contrataram Blokhin como reação após um quase rebaixamento na temporada local de 1988-89. Com o soviético, o Aris deu um salto naquele contexto, encerrando a temporada 1989-90 em quarto lugar no campeonato e chegando às semifinais da Copa do Chipre. Em 1990, então, Blokhin encerrou neste clube a carreira de jogador. Permaneceu no esporte helenístico: em julho daquele ano, começou a carreira de treinador, na vizinha Grécia, país onde se radicou ao longo daquela década.

## Seleção soviética

### Inícios e nas Olimpíadas

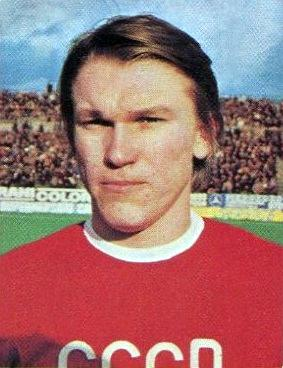
Em 1978, em figurinha da seleção soviética.

Aos 17 anos, em 1969, começou a defender as seleções juvenis da União Soviética. Estreou pela principal em 1972, ano em que marcou duas vezes na vitória de 3-1 dentro do Parc des Princes sobre a seleção olímpica da França, resultado que classificou a URSS para as competições de futebol nas Olimpíadas daquele ano. Foi o vice-artilheiro delas, atrás de Kazimierz Deyna, da Polônia, seleção que obteve o ouro. Um dos gols de Blokhin abriu o placar sobre os próprios poloneses, que, contudo, conseguiram vitória de virada, ainda na fase de grupos.
Em 1973, repercutiu no Ocidente primeiramente nas eliminatórias da Copa do Mundo FIFA de 1974, nas quais a URSS compôs grupo europeu com França e Irlanda. Na rodada final, em 26 de maio no estádio Lênin, contra os franceses, bastava aos soviéticos o empate para avançarem. Blokhin abriu o placar de vitória por 2-0, já aos 36 minutos do segundo tempo, encobrindo no lance o goleiro Dominique Baratelli.
No mês seguinte, os soviéticos realizaram amistoso contra o Brasil, cuja condição de tricampeão mundial dava atenção especial ao duelo. Os canarinhos venceram por 1-0 em Moscou, sendo de Blokhin a chance mais clara de gol dos soviéticos, com o placar ainda zerado; na ocasião, buscou aproveitar com oportunismo bola mal recuada para Wendell, quase marcando, aos 16 minutos do segundo tempo, em falha atribuída a Zé Maria e Luís Pereira. Blokhin pôde driblar o goleiro, mas perdeu ângulo e recuou a bola para Vladimir Muntyan, cujo arremate foi salvo em cima da linha por Moisés.
A URSS, para classificar-se à Copa do Mundo FIFA de 1974, ainda precisaria disputar no segundo semestre de 1973 um duelo intercontinental contra a seleção chilena. Em 26 de setembro, os sul-americanos conseguiram um valioso empate em 0-0 em Moscou, defendendo bem as tentativas de Blokhin. Restava a partida em Santiago e possível terceiro jogo, em campo neutro, se o segundo também terminasse empatado. Elías Figueroa, quarenta anos depois, admitiria que a partida "foi praticamente toda disputado na grande área" do Chile, deixando o campo "com dor de cabeça de tanto cabecear bolas para fora da área". Apesar do domínio maior do jogo do ataque soviético, o governo do país, em retaliação ao golpe de Estado ocorrido naquele mesmo mês em que foi derrubada a presidência do socialista Salvador Allende, vetou a viagem de sua seleção - derrotada por W.O. em novembro no estádio Nacional de Chile. O lamento pela ausência política dos soviéticos cresceria com o tempo, à medida em que Blokhin foi eleito já em 1975 como o melhor jogador europeu da temporada (na Bola de Ouro da France Football), com o triplo de votos do segundo colocado Franz Beckenbauer e com o quádruplo da pontuação do terceiro, Johan Cruijff, justamente as principais estrelas do Mundial de 1974.
Em 1976, a URSS esteve próxima de classificar-se à Eurocopa daquele ano, então restrita a quatro seleções. Os soviéticos terminaram desclassificados na última fase eliminatória, caindo nas quartas-de-final diante da futura campeã Tchecoslováquia - vencedora em Bratislava por 2-0, ela conseguiu empatar em 2-2 em Kiev, com Blokhin marcando já no minuto 87 o gol do empate infrutífero, em maio. Nas semanas seguintes, ele e sua seleção focaram-se para as disputas do futebol nas Olimpíadas de Montreal. Sua presença nos jogos gerava expectativa de superar o recorde de doze gols em um só jogo, de Ferenc Bene. E chegou a ser reprovada no exterior por quem vislumbrava hipocrisia do futebol comunista em seguir rotulando como oficialmente amadores os seus principais jogadores – em uma dessas críticas, se teceu que “segundo observadores do Mundo ocidental, Blokhin é tão profissional quanto Leonid Brejnev é político. Já foi fotografado várias vezes ao volante de luxuosos conversíveis normalmente usados por altos funcionários do governo soviético”.
A URSS obteve o bronze nas Olimpíadas de 1976, derrotando o Brasil no jogo que valia a medalha, resultado considerado justo pela própria imprensa brasileira. elogiado ao fim do torneio pelo adversário Edinho, Blokhin foi importante ao sofrer, de Tecão, o pênalti que resultou no primeiro gol do triunfo por 2-0; contudo, a impressão geral de sua presença nos jogos foi de “despercebido”, fazendo a agência estatal TASS precisar emitir comunicado esclarecendo que não vinha sentindo-se bem.
Após Blokhin atravessar noticiada má fase entre meados de 1976 e o início de 1977, foi, em março de 1977, figura de destaque em triunfo de 3-1 sobre a Iugoslávia nas eliminatórias para a Copa do Mundo FIFA de 1978. Em maio, marcou em Tbilisi o segundo gol em triunfo sobre a Hungria pelas eliminatórias, fazendo da URSS a líder de triangular que envolvia também a Grécia. Todavia, àquela altura já era preciso torcer para que os húngaros apenas empatassem em Budapeste com os gregos na rodada final.
Com a desclassificação soviética se confirmando, Blokhin seria tido como uma das principais ausências da Copa de 1978, seguindo com renome para amistosos com a seleção naquele ano; um deles, não-oficial, deu-se em março contra o Athletic Bilbao, jogo anunciado como "Blokhin encherá San Mamés.

### Copa do Mundo FIFA de 1982
Nas eliminatórias da Copa do Mundo FIFA de 1982, a União Soviética compôs grupo com Tchecoslováquia, País de Gales, Turquia e Islândia. À altura de maio de 1981, Gales liderava, com os tchecoslovacos em segundo e os soviéticos então em terceiro. Blokhin e colegas puderam empatar em Wrexham com os galeses (em 0-0). A revanche deu-se em novembro, em Tbilisi. Blokhin marcou o segundo gol, aos 18 minutos, do triunfo por 2-0, resultado que assegurou a URSS na Copa. Foi o artilheiro soviético naquelas eliminatórias, com seis gols; outro deles, na rodada final, foi em chute violento e de longa distância em que a bola que tocou no travessão antes de entrar, abrindo aos 14 minutos o placar em Bratislava; os tchecoslovacos puderam empatar e se classificar conjuntamente.
Em meio às eliminatórias, Blokhin também destacou-se em amistoso realizado em 1º de agosto de 1981 contra o Atlético de Madrid, derrotado em Moscou por 4-2. Na ocasião, marcou três gols, todos em espaço de oito minutos, entre os 2 e os 10 minutos do segundo tempo. Uma vez obtida a classificação, era reconhecido como “mais perigoso e rápido do que nunca”, sendo ao fim de 1981 eleito para a “seleção ideal” do ano pela revista Guerin Sportivo: Luis Arconada, Manfred Kaltz, Bruno Pezzey, Ruud Krol e Júnior, Bernd Schuster, Paul Breitner e Zico, Karl-Heinz Rummenigge, Diego Maradona e Blokhin.
Já na Bola de Ouro da France Football, ficou em quinto, atrás de Rummenigge, Breitner, Schuster e Platini. Todavia, também era opinião corrente de que apenas Rummenigge se sobressaía mais do que o ucraniano dentre os craques europeus. No Brasil, o Jornal dos Sports chegou a exaltar que "Blokhin, Tengiz Sulakvelidze e Leonid Buryak são jogadores que têm vaga em qualquer seleção europeia que se faça no momento", ao passo que o representante da Confederação Brasileira de Futebol na Europa proclamava Blokhin como o real melhor jogador do continente e o equiparava a Johan Cruijff.
Em janeiro de 1982, Blokhin era considerado por Bobby Charlton como um dos três principais candidatos a craque da Copa, junto a Zico e Maradona. Também era visto como reforço potencial do Real Madrid e também do Atlético de Madrid para depois da Copa do Mundo, diante de boatos de que já se encontrava insatisfeito com o futebol soviético. Naquele mês, vinha repercutindo entre os espanhóis por amistosos não-oficiais que a seleção vinha fazendo na Espanha. Primeiramente, “entusiasmou o público dos Balaídos” ao marcar os três gols soviéticos nos 3-0 sobre o Celta de Vigo. Também abriu vitória de 4-1 sobre a seleção regional da da Andaluzia, em Marbella. Já em fevereiro, a URSS empatou no estádio Santiago Bernabéu em 2-2 com o Real Madrid, que vencia por 2-0 até os 40 minutos do segundo tempo.
Em 14 de abril de 1982, em amistoso contra a Argentina, a seleção então detentora do título de campeã do mundo, Blokhin providenciou a assistência para o gol de Khoren Oganesyan, cruzando pela esquerda para o cabeceio do armênio no empate em 1-1 dentro de Buenos Aires. Blokhin inclusive criticou esses adversários, "tão preocupados com o dinheiro e os negócios que o futebol parecia estar em um segundo lugar", opinando que o favoritismo estaria entre Brasil, Alemanha Ocidental e a anfitriã Espanha. Antes da Copa do Mundo, o ucraniano já era o maior artilheiro da seleção soviética, quando ainda reunia 34 gols, e era o terceiro em partidas - 74, ainda abaixo das 89 de Albert Shesternyov e das 75 de Lev Yashin.
Blokhin considerava a Copa do Mundo FIFA de 1982 como sua última chance de participar do torneio, sendo até então visto como um dos maiores craques da história que jamais haviam jogado a competição. Costumava ser, inclusive, o único jogador soviético reconhecido (ou mesmo conhecido) pelos adversários brasileiros, em declarações prévias dadas por Éder e Waldir Peres, preocupado pela URSS ter conseguido vencer no estádio do Maracanã em 1980 mesmo sem Blokhin presente. A crítica esportiva reconheceria que sua exibição de estreia na Copa "justificou a fama", tendo elogios do próprio Pelé em texto deste publicado no Jornal do Brasil.
Deslumbrando sobretudo pela rapidez nos contra-ataques, foi considerado o melhor soviético em campo, junto a Rinat Dasayev, tendo levado repetidamente vantagem sobre Leandro, movendo-se "inteligentemente" às costas deste, na observação de Alberto Helena Júnior; e, em coluna opinativa do Jornal dos Sports, criado situações "que infernizaram a biografia de Luizinho". Na jogada do gol soviético, de Andrey Bal, foi de Blokhin a assistência: aos 34 minutos, atraiu a marcação de Sócrates e Falcão e então tocou a Bal, que vinha correndo e teve seu chute premiado com a falha de Valdir Peres. Dentre outros dos principais lances de Blokhin, estiveram um cruzamento para Ramaz Shengelia cabecear com perigo para fora logo nos primeiros minutos; um chute defendido no minuto 28 por Valdir Peres após jogada bem trabalhada; uma cobrança de falta, aos 42 minutos, que quase resultou no segundo gol soviético; e um chute que, mesmo de longe, não foi segurado por Valdir, que precisou ser auxiliado por Oscar aos 6 minutos do segundo tempo. Na análise do Mundo Deportivo, a URSS exibiu-se como “uma equipe que, sob a batuta do genial Blokhin, se moveu coordenada e perigosamente sobre o gramado, criando multitude de jogadas de gol nas quais Shengelia, Gavrilov, Bal e o próprio Blokhin, ajudados pelo estupendo lateral que é Demyanenko, deixarem em xeque a equipe de Telê Santana". Contudo, o adversário terminou vitorioso com dois gols nos quinze minutos finais e Blokhin foi inclusive um dos dois soviéticos driblados por Sócrates antes que este chutasse para o gol do empate.
De outro lado, o resultado final também foi atribuído à controversa arbitragem do espanhol Augusto Lamo Castillo - que teria ignorado um pênalti que deveria ter sido assinalado cinco minutos após o empate brasileiro, em lance no qual Luizinho usou a mão para afastar chance de Blokhin. Ela também não teria assinalado outro pênalti, de agarrão de Luizinho em Shengelia, que teve ainda um gol anulado por impedimento logo antes de Éder converter o gol da vitória brasileira.
No Brasil, Armando Marques e Sandro Moreyra estiveram entre colunistas que reconheceram publicamente a influência arbitral no resultado, fator que Blokhin rotulava de "mafioso" e que a imprensa soviética insinuava ter sido influência de João Havelange. Outra insinuação foi a do Jornal do Brasil: "devemos agradecer ao juiz Lamo Castillo, que pagou naquele dia com fartos juros os 20 dias de mordomias que a CBF generosamente lhe havia proporcionado um mês antes no Hotel Méridien, aqui no Rio, com direito a seus estupendos restaurantes, suas atraentes boates e suas movimentadas piscinas. E ainda ao valiosíssimo relógio de ouro que a nossa precavida entidade lhe presenteou logo depois dele apitar o amistoso Brasil x Alemanha. A arbitragem de Lamo Castillo naquela tarde foi tão descaradametne a nosso favor que no dia seguinte todos os jornais espanhóis condenaram a asua atuação e um deles, naquele fogoso exagero espanhol, chegou a estampar esta manchete: Lamo Castillo, vergüenza nacional"". Outra manchete teria sido "Deus é brasileiro e o árbitro Lamo Castillo também".
A atuação polêmica faria Lamo Castillo, além de ser vaiado pelos próprios espectadores conterrâneos presentes, não apitar nenhuma outra partida daquele Mundial, ao passo que a delegação soviética foi aplaudida pelos espanhóis ao deixarem os vestiários. A boa exibição de Blokhin nessa derrota contestada contra a seleção favorita ao título rendeu diferentes reconhecimentos entre seus superiores hierárquicos: o presidente da Federação de Futebol da União Soviética estimava que Blokhin valeria pelo menos o dobro do valor que o Barcelona havia contratado semanas antes Diego Maradona, na época a transferência mais cara do futebol; treinador da seleção, Konstantin Beskov estipulava que o jogador deveria valer o triplo desse mesmo negócio, ao passo que o Comitê de Esportes da URSS considerou-o "mais intransferível do que nunca" ao Ocidente.
Na sequência da primeira fase, Blokhin foi a estrela de um jogo pouco convincente contra a Nova Zelândia, participando direta ou indiretamente de todos os gols do triunfo de 3-0: na jogada do primeiro, Gavrilov marcou aproveitando rebote de chute em que Vitaliy Daraselia havia concluído a partir de cruzamento de Blokhin pela esquerda; Blokhin marcou o segundo, aproveitando rebote de chute de Shengelia em bola cruzada por Demyanenko; e no terceiro, Blokhin criou jogada até cruzar pela direita para Sergey Baltacha marcar de carrinho. Em nova crítica da Placar, Marcelo Rezende o qualificou de "extraordinário" por "uma seleção à brasileira" e "irresistível jogando por todas as partes do campo", e a equipe, de "séria candidata ao título". O mesmo repórter também analisaria que "quando o time tem a bola dominada, Gavrilov recua rapidamente até o meio de campo e, dali enfia passes preciosos para Shengelia e Blokhin, que se revezam indistintamente por todas as posições do ataque".
O resultado sobre os neozelandeses deu à URSS a vantagem de poder empatar o duelo restante, contra a Escócia, para avançar de fase. Precisando do triunfo, os escoceses começaram melhores, abrindo o placar se aproximando de amplia-lo para 2-0. “Foi quando Oleg Blokhin conseguiu por fim converter-se, como sempre na correia de transmissão da equipe, quando a URSS começou a carburar bem. Seu notório vivismo pode parecer fora de lugar, mas não cabe dúvida de que, sem suas inspiradas ações, a seleção soviética é outra. Foram suas jogadas as que trouxeram pelo caminho da amargura à defesa escocesa, que até então havia mantido suas posições, mas que acabou esquartejada pelas galopantes incursões do ‘órgão de Stalin’.”, na análise do Mundo Deportivo, que prenunciava que os soviéticos estariam nas semifinais e que apenas o Brasil havia oferecido jogo mais atraente.
O mesmo jornal também observou que o treinador adversário Jock Stein precisou fazer duas substituições, de Gordon Strachan e Joe Jordan, para que Blokhin, “autêntico carrasco da cobertura escocesa durante toda a partida”, possuísse um marcador com fôlego para persegui-lo; com a situação inicialmente desfavorável, o ucraniano vinha destacando-se por recuar a fim de obter a bola e poder criar jogo. No Brasil, a exibição também repercutiu, sendo "de encher os olhos" segundo Rubens Minelli, sendo "mesmo uma estrela de primeira grandeza" na análise de Pedro Zamora. Sandro Moreyra declarava desejo em vê-lo no Botafogo e João Saldanha só colocava Zbigniew Boniek como de desempenho superior na primeira fase. A impresa alemã, similarmente, escalou Blokhin para a seleção ideal da primeira fase.
A URSS então dividiu com Bélgica e Polônia uma das chaves da segunda fase de grupos. Contra os belgas, Blokhin jogou lesionado, com entorse no tornozelo direito. Com isso e "severamente marcado", não foi o mesmo jogador das partidas anteriores, sendo ainda assim considerado o melhor de sua equipe e a única ameaça para o goleiro belga; O único gol do duelo, aos 4 minutos do segundo tempo, começou com lançamento de Blokhin pela esquerda para Gavrilov. Este, em duas tentativas de cruzamento, serviu então para Khoren Oganesyan concluir de primeira. Ele ainda gerou ao menos outras duas jogadas de perigo, desperdiçadas por cabeceios ruins dos colegas Shengelia (aos 36 minutos do primeiro tempo) e Vladimir Bessonov (aos 41 minutos do segundo).
Os problemas físicos, sentidos também em uma das coxas, chegaram a tornar sua presença dúvida para o embate contra a Polônia, embora não houvesse alternativa de mesmo nível do que ele. Blokhin acabou jogando, mas só pôde oferecer perigo no início do jogo, sendo bem marcado por Paweł Janas. Os poloneses puderam classificar-se com o empate em 0-0, em que Blokhin teve noite "irreconhecível" e "sua pior partida de toda a Copa", gerando críticas públicas até do próprio treinador Beskov, que censurou-lhe pela postura reclamona em excesso até contra os próprios colegas. Ao mesmo tempo, outros críticos de sua atuação reconheceram que ele foi "o menos fraco do ataque soviético", sem poder "fazer tudo sozinho", diante da "falta de imaginação dos colegas".
Ao fim da Copa, foi escalado pela revista argentina El Gráfico para os reservas imediatos do time ideal daquela edição, ao passo que a France Football não deixou de lamentar o declínio de suas exibições jogo a jogo ao longo do torneio - escalando-o para um time das estrelas (como Diego Maradona e Serginho Chulapa) cuja última imagem deixada na Copa era de implosão. Críticas similares foram feitas na própria imprensa soviética. Por outro lado, foi reconhecido por, ao longo do torneio, ultrapassar Lev Yashin em número de partidas pela seleção, seguindo abaixo somente de Shesternyov.

### Copa do Mundo FIFA de 1986

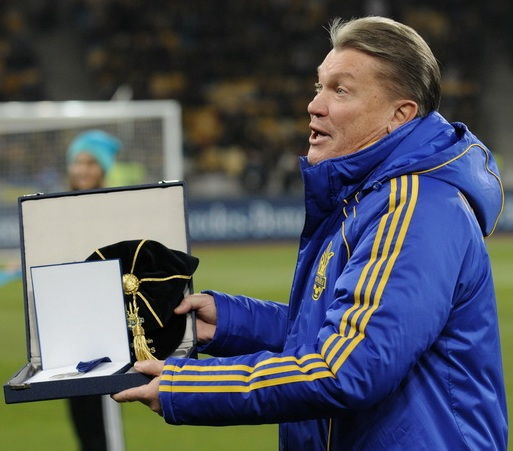
Em 2011, exibindo reconhecimento tardio da UEFA pelos cem jogos acumulados pela seleção soviética.

Após a Copa do Mundo FIFA de 1982, o cargo de técnico da União Soviética passou de Konstantin Beskov para Valeriy Lobanovskiy, seu antigo assistente. Para a Eurocopa 1984, a seleção de Lobanovskiy integrou nas eliminatórias grupo em que Polônia e Portugal eram os principais concorrentes à única vaga no torneio. Em abril de 1983, mesmo sem marcar gols, Blokhin foi descrito como o condutor de “sensacional concepção do futebol” na vitória de 5-0 sobre os portugueses, em Moscou. Em junho, ele marcou dentro de Helsinque o único gol de duelo contra a Finlândia, outra componente do grupo; naquele momento, a URSS liderava três pontos acima de Polônia e Portugal. Seu forte disparo dentro da área finlandesa foi rechaçado já após a bola ter cruzado a linha.
Em outubro de 1983, Blokhin marcou sobre a Polônia o segundo em 2-0, que deixava a URSS a um empate da Euro. Contudo, Portugal, recuperado da goleada de meses antes, venceu por 1-0 no Estádio da Luz e se classificou, convertendo um pênalti considerado "duvidoso". Foi a única derrota soviética nas eliminatórias, mas a eliminação decorrente fez o técnico Lobanovskiy cair em desgraça e dar lugar a Eduard Malofeyev. Com cinco gols, Bokhin havia sido o artilheiro da seleção na campanha, mas começou a já não ser visto como insubstituível, diante da intenção de Malofeyev em renovar o elenco-base.
Embora não jogasse a Euro, a URSS teve resultado comemorado em junho de 1984, ao obter sua primeira vitória sobre a Inglaterra enfrentando-a em solo inglês. Blokhin foi a figura, especialmente por controlar o jogo após Sergey Gotsmanov ter aberto o placar no minuto 53. Oleg Protasov garantiu no minuto 90 o triunfo, ao marcar o segundo em Wembley. Anunciou já em janeiro de 1985 a intenção de parar de jogar após a Copa do Mundo FIFA de 1986, em meio a uma "etapa um tanto larga de ostracismo" da qual ressurgiu ao longo daquele ano: seu desempenho nas eliminatórias da Copa do Mundo FIFA de 1986 foram descritas como "uma segunda juventude", mostrando-se ainda em forma “apesar de seus trinta e poucos anos". Todavia, eram públicos seus problemas de relacionamento com alguns colegas e corpo técnico.
Em janeiro de 1986, mesmo veterano, seguia considerado “inquietante”, sendo artífice das principais ameaças sofridas por Andoni Zubizarreta em amistoso contra a Espanha, atraindo marcação “pegajosa” para ser parado no triunfo espanhol de 2-0. Na crítica do Mundo Deportivo, "os visitantes, apoiados em umas condições atléticas excepcionais, não variaram muito seu tradicional estilo que é demasiado mecânico e deixa pouco espaço à imaginação, se excetuar-se algum lance do eterno Blokhin”.
Em março, veio a primeira derrota desde 1979 sofrida em casa pela URSS, surpreendida pela Inglaterra. Em um primeiro momento, o resultado chegou a ser visto como proposital pela própria imprensa do Ocidente, como se os derrotados, diante da proximidade da Copa do Mundo, tivessem intuito de dissimularem sua real capacidade. Porém, uma sequ~encia de novas derrotas resultou na demissão, em maio, do técnico Malofeyev, que ainda teria dúvidas sobre o cabimento da convocação de Blokhin para a Copa. O cargo do treinador foi reocupado por Lobanovskiy, credenciado por ter dirigido o Dínamo Kiev recém-campeão da Recopa Europeia de 1985–86, clube por sua vez utilizado como base da convocação final. Presente na lista, Blokhin veio a ser, juntamente de Rinat Dasayev, o astro soviético mais acionado para autógrafos no México.
Em amistoso de preparação contra o clube local Atlético Morelia, Blokhin marcou após driblar “vários defensores” antes de bater o goleiro, em triunfo de 4-1 no qual também tabelou no lance do quarto gol. Na oacasião do início da Copa, também era um dos raros jogadores com mais de cem partidas por sua seleção, feito que era algo mais seleto a qualquer jogador; à altura de 1990, somente quatorze jogadores no mundo eram reconhecidos pela marca, com os 109 jogos de Blokhin pela URSS superados somente pelos 112 de Dino Zoff pela Itália, pelos 115 de Björn Nordqvist pela Suécia, pelos 119 de Pat Jennings pela Irlanda do Norte e pelos 125 de Peter Shilton pela Inglaterra. Blokhin, que já tivera sua convocação posta em dúvida em decorrência de uma lesão muscular contraída ainda antes da final da Recopa Europeia de 1985–86, porém, acabaria aparecendo pouco no Mundial; chegara à Copa acusando também problemas de coluna.
Ainda sem condições ideais de jogo, foi poupado da estreia soviética, contra a Hungria, embora a escolha de não usa-lo em nenhum momento da partida causasse surpresa, e permaneceu no banco de reservas para a partida seguinte, contra a França. Nesse jogo, empatado em 1-1, foi utilizado no segundo tempo. Àquela altura, já se via que a nova estrela da seleção era Igor Belanov, que de fato acabaria premiado com a Bola de Ouro de 1986 da France Football, ao passo que Blokhin se convertia em reserva importante para eventual necessidade de se conservar algum resultado.
Contra o frágil Canadá, o treinador Valeriy Lobanovskiy optou por usar na escalação inicial jogadores habitualmente reservas, incluindo Blokhin. O veterano teve tarde agridoce: abriu o placar, mas no mesmo lance foi prensado e lesionado pelo goleiro, precisando ser substituído em seguida, Enquanto esteve em campo, pudera fazer jogadas de alta categoria e dar mais beleza ao jogo da URSS, embora também se notasse que suas "pernas já não obedecem ao comando do cérebro". Estava lesionado no tornozelo direito e precisaria se ausentar das oitavas-de-final contra a Bélgica, confronto para o qual os soviéticos eram favoritos por terem conseguido liderar seu grupo mesmo fazendo de Blokhin um reserva.
Os belgas, por sua vez, vinham de campanha modesta, avançando apenas como um dos melhores terceiros colocados na fase de grupos - derrotados pelo México, venceram por 2-1 o Iraque e ficaram no 2-2 com o Paraguai. A disparidade aparente, em especial com o triunfo soviético de 6-0 sobre a Hungria, acabou influindo na percepção de que a exibição diante da URSS tornou-se a maior partida da história dos "Diabos Vermelhos". Belanov marcou três gols, mas não impediu derrota de 4-3, atribuída bastante a uma controversa arbitragem favorável ao adversário: no tempo normal, encerrado com o placar de 2-2, os dois gols da Bélgica foram validados mesmo diante do impedimento de Enzo Scifo no primeiro e de Jan Ceulemans no segundo. Na prorrogação, o terceiro gol belga também ocorreu sob posição duvidosa do autor, Stéphane Demol, e por fim a arbitragem do sueco Erik Fredriksson preferiu encerrar a partida sem oferecer aos soviéticos a oportunidade de cobrar um escanteio decorrente da defesa de Jean-Marie Pfaff em arremate de Andrey Bal.
Blokhin teve seu ciclo nas Copas do Mundo encerrado com aquela eliminação surpreendente. Em 2002, em retrospectiva, ele frisou sobre a falta de maiores logros com a seleção para além de duas medalhas olímpicas de bronze: "isso é em parte o custo de um esporte coletivo, onde nem tudo depende de você. Em parte é azar. E no Mundial de 1986, no México, onde eu já era o mais velho do time, fomos simplesmente condenados em uma partida com os belgas que foi incrível em termos de enredo. Claro que eu queria ganhar alguma coisa pela seleção, mas não aconteceu. Não posso dizer que experimentei tudo isso como uma grande tragédia. Fiz meu trabalho honestamente. Sempre joguei com dedicação total. Não tenho nada com que me censurar".
Ainda em 1986, Blokhin participou das eliminatórias à Eurocopa 1988, marcando em outubro o terceiro gol de 4-0 sobre a Noruega em Simferopol, mudando totalmente a fisionomia do jogo ao substituir com 20 minutos o lesionado Zavarov. Porém, Blokhin não demorou a apresentar sinais de declínio e pouco rendimento no próprio Dínamo. Com Lobanovskiy acumulando cargo de técnico tanto no clube como na seleção, o veterano desapareceu de novas convocações. Foi reutilizado já em setembro de 1988, depois da Eurocopa, em amistoso contra a Alemanha Ocidental. Foi substituído no intervalo por Sergey Gotsmanov, diante de 13 mil pessoas no Rheinstadion, em Düsseldorf.
Em Kiev, fez em 28 de junho de 1989 seu jogo oficial de despedida, em empate em 3-3 da URSS contra o Resto do Mundo. O combinado internacional anunciou Walter Zenga, Gianluca Vialli, Mario Kempes - então uma das estrelas internacionais junto a Blokhin no campeonato austríaco, Hansi Müller, Diego Maradona, Ruud Gullit, Marco van Basten, Ronald Koeman e Jean-Marie Pfaff, dentre outros, treinados por Franz Beckenbauer. Também jogaram Claudio Gentile, Uli Stielike, Giancarlo Antognoni, Paul Breitner, Dominique Rocheteau, Dejan Savićević e Dirceu, autor de dois gols. Blokhin marcou um, de pênalti, diante de cem mil espectadores do empate em 3-3; foi o terceiro dos soviéticos.
Em 2002, promoveu, para seus 50 anos de idade, jogo de veteranos da seleção soviética da década de 1980, treinados por Nikita Simonyan, contra outra seleção mundial (dessa vez, também de veteranos, incluindo-se Paolo Rossi, Didier Six e Lothar Matthäus) treinada por Beckenbauer.

### Europa e Resto do Mundo

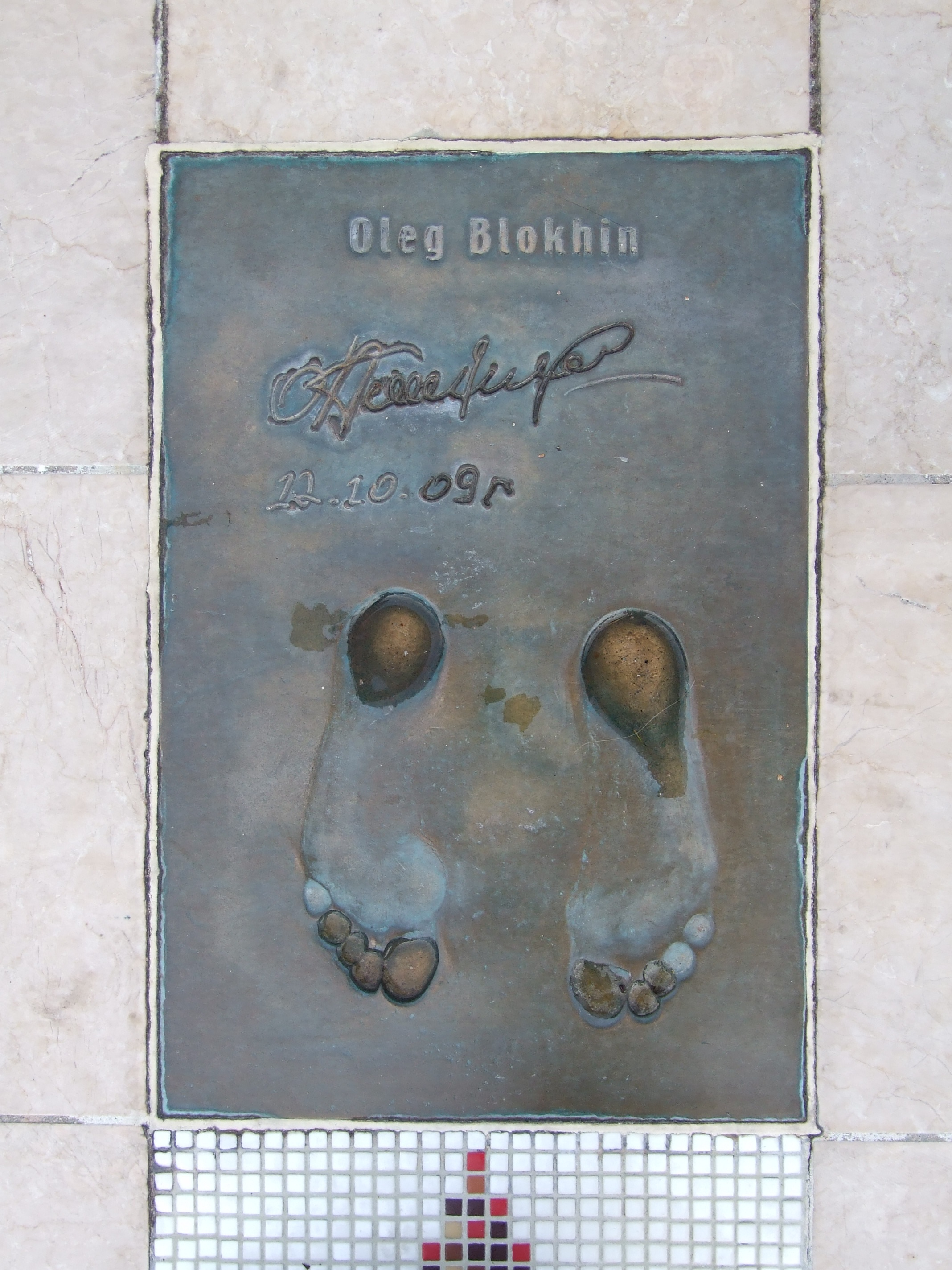
Molde dos pés de Blokhin, tirado no Golden Foot com o qual foi premiado em 2009.

Em maio de 1975, foi convocado a uma seleção da UEFA para amistoso em junho no estádio do Maracanã contra uma da Conmebol, junto a nomes como Franz Beckenbauer, Johan Cruijff, Paul Breitner, Ruud Krol, Grzegorz Lato, Sepp Maier, Johan Neeskens e Dino Zoff.
Em 28 de dezembro de 1979, reforçou com os citados Beckenbauer, Cruijff, Krol e também Michel Platini, Kevin Keegan, Antonín Panenka, Marius Trésor e Didier Six uma equipe do UNICEF em amistoso em Dortmund contra um combinado dos melhores jogadores da Bundesliga.
Em dezembro de 1980, foi novamente recrutado pelo UNICEF juntamente com Cruijff e Platini, além de Karl-Heinz Rummenigge, Giorgio Chinaglia e Hugo Sánchez, treinados por Jupp Derwall para amistoso beneficente contra o Barcelona. Embora o clube espanhol vencesse por 3-2, Blokhin foi considerado um dos melhores em campo.
Em agosto de 1981, integrou uma seleção da Europa para amistoso contra a seleção tchecoslovaca, jogo que comemorava os oitenta anos da fundação da Associação de Futebol da Tchecoslováquia. Na ocasião, atuou ao lado de nomes como Giancarlo Antognoni, Herbert Prohaska, Hans Krankl e Henri Michel, dentre outros.
Voltou a participar de outra partida beneficente do UNICEF, entre seleções da Europa e da América, em agosto de 1982. A seleção da América veio a ser substituída por uma do Resto do Mundo. No estádio do Giants em Nova Jersey, Blokhin atuou junto de Beckenbauer, Krol, Platini, Keegan, Neeskens, Dino Zoff, Paolo Rossi, Marco Tardelli e Pierre Littbarski contra a seleção treinada por Telê Santana, que tinha consigo Zico, Diego Maradona, Júnior e Hugo Sánchez. A Europa, que perdia por 2-0, venceu de virada por 3-2, em festividade pela qual os Estados Unidos buscavam um golpe publicitário para sediarem a Copa do Mundo FIFA de 1986.
Sobre sua contínua participação em jogos promovidos pelo UNICEF, Blokhin, via intérpretes, declarou na época que "as crianças são as flores da nossa vida e devemos deixa-las crescer. Tenho consciência da importância desse encontro e foi um prazer aceitar o convite".
Em setembro de 1988, integrou uma seleção de astros europeus (dentre eles, Krol, Neeskens, Jean-Marie Pfaff e Włodzimierz Smolarek) contra o PSV Eindhoven, vencedor por 4-2 em jogo festivo à aposentadoria de Willy van de Kerkhof. Em novembro, integrou o Resto do Mundo contra veteranos da Itália de 1982, marcando dois gols no empate em 3-3 - onde o Resto vencia por 3-0 diante de 15 mil pessoas em Turim, com Blokhin marcando o primeiro (aos 21 minutos do primeiro tempo) e o terceiro (aos 23 do segundo). Jogou com Pfaff, Kempes, Platini, Júnior, Zbigniew Boniek, Alberto Tarantini, Paul Breitner e Paulo Roberto Falcão.
Em abril de 1989, para homenagear Giancarlo Antognoni, fez-se outro amistoso do Resto do Mundo contra a Itália de 1982. Em Florença, Blokhin forneceu assistência para Rummenigge empatar em 2-2, embora a Azzurra vencesse ao fim por 4-2. No mês seguinte, Blokhin integrou uma seleção europeia contra o Neuchâtel Xamax para o jogo de despedida de Uli Stielike.
Blokhin também esteve em seleções mundiais para jogos de veteranos feitos em homenagem a Lev Yashin, em agosto de 1989 (contra o Dínamo Moscou); a Eusébio, em dezembro de 1992 (contra a seleção portuguesa); e para Rinat Dasayev, em 1995 (contra o Spartak Moscou).

## Técnico

### Futebol grego

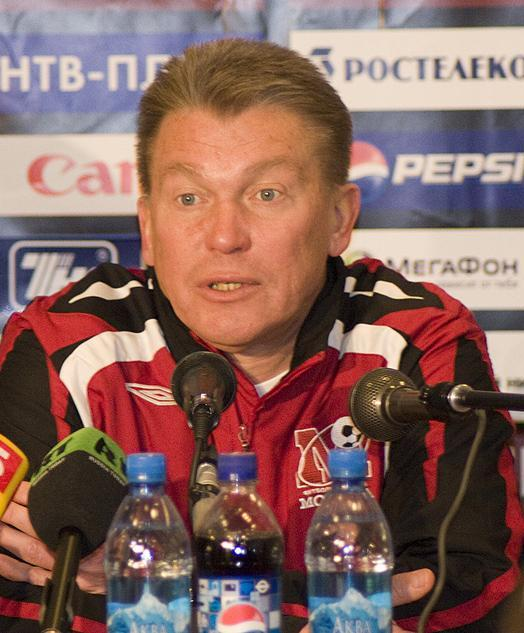
Como técnico do Moscou, clube russo onde trabalhou entre 2007 e 2008.

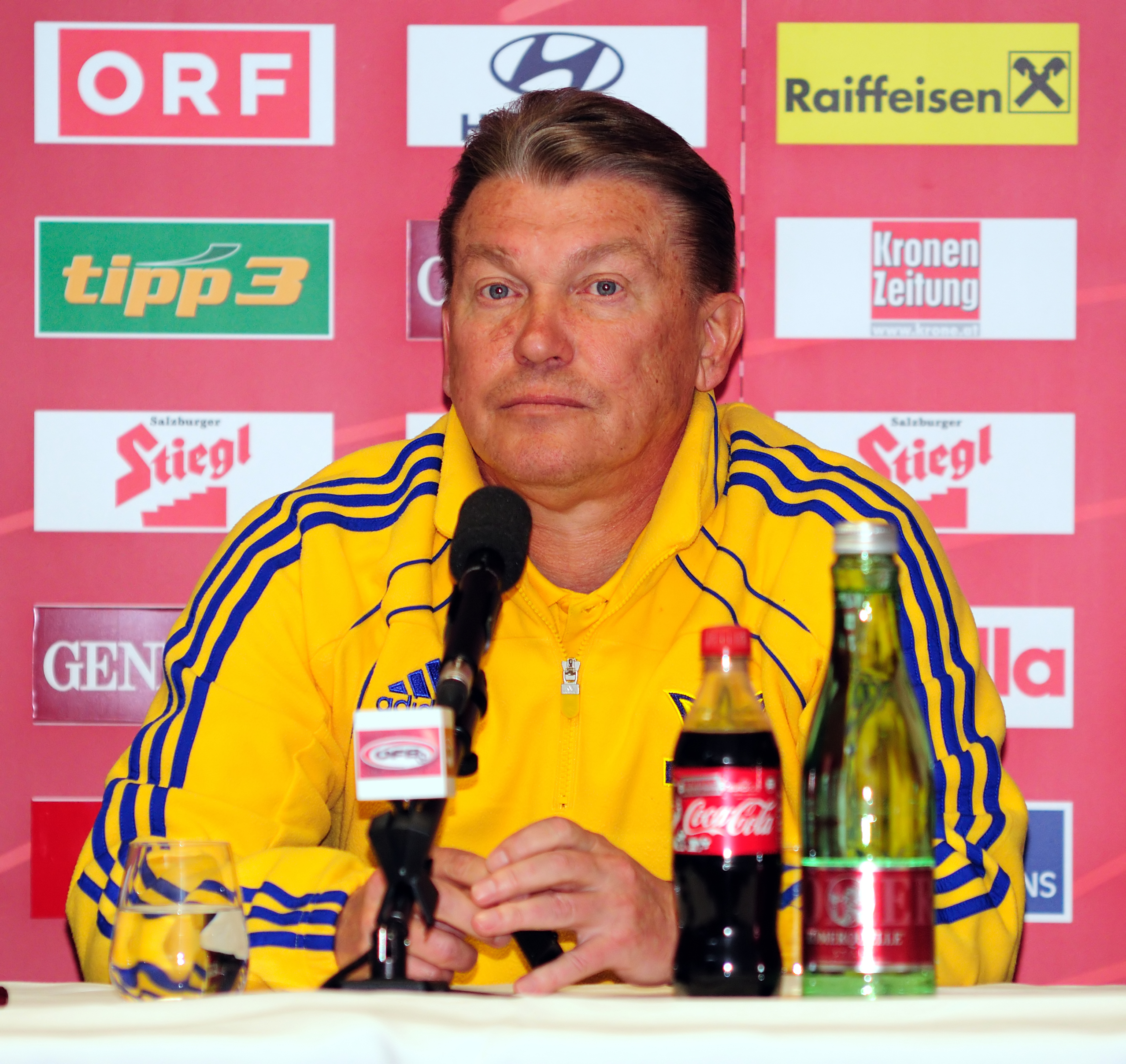
Como técnico da Ucrânia, na Eurocopa 2012.

Sondado em maio de 1989 para ser auxiliar técnico da seleção soviética na Copa do Mundo FIFA de 1990, em junho de 1990 houve boato de que ele, diante do fracasso da URSS na fase de grupos do Mundial, seria o substituto de Valeriy Lobanovskiy como o treinador da seleção. Porém, no mês seguinte foi contratado pelo Olympiacos, cujo treinador saíra para o Bologna.
Blokhin havia acabado de encerrar a carreira de jogador com uma temporada honrosa no Chipre. No clube da vizinha Grécia, chegou a formar uma colônia ucraniana com Gennadiy Litovchenko e Oleg Protasov. Ainda no Olympiacos, foi sondado em fevereiro de 1992 para ser o primeiro técnico da Ucrânia recém-independente. Naquela temporada 1991-92, conquistaria a Copa da Grécia, seu primeiro troféu. Embora viesse a ser também o único, o trabalho do "czar" Blokhin já era reconhecido por imprimir um futebol de qualidade nos alvirrubros.
Seguindo no clube ao invés de assumir a seleção de seu país, Blokhin teve um ponto alto no cargo a classificação nas oitavas-de-final da Recopa Europeia de 1992–93 sobre o favorito Monaco, vencendo dentro de Monte Carlo, em novembro de 1992, a equipe de Jürgen Klinsmann, Lilian Thuram, Youri Djorkaeff e do treinador Arsène Wenger.
Porém, uma sequência ruins de resultados na liga grega resultou na demissão de Blokhin ainda em janeiro de 1993, justificada por ele por desordem institucional: "o presidente do clube acabou por ser um vigarista. Nenhum dinheiro foi pago, os jogadores entraram em greve. Cheguei a um ponto em que paguei Protasov e Litovchenko do meu próprio bolso". Dias depois, foi anunciado como técnico do PAOK. Ele permaneceu no PAOK até maio de 1994, dando lugar a Arie Haan.
Permaneceu radicado no futebol grego pelo restante da década de 1990, decisão que inclusive teria influenciando no fim de seu primeiro casamento, mantido à distância. Explicava em 2002 que o cenário clubístico da Grécia era mais forte que o da Ucrânia recém-independente: "existem 6 a 7 clubes competindo por medalhas no campeonato. Além disso, todos os anos, via de regra, surge algum clube iniciante, agindo como encrenqueiro. O campeonato ucraniano está, claro, mudando, mas não tão rapidamente como gostaríamos. A questão chave "Dínamo ou Shakhtar?" ainda está na agenda. Nesta temporada, Dnipro e Arsenal juntaram-se aos líderes reconhecidos, mas não creio que estejam preparados para interferir na disputa pelo ouro do campeonato".
Em novembro de 1999, foi novamente sondado para assumir a seleção ucraniana, após a demissão de Yozhef Sabo. Em um primeiro momento, seguiu na Grécia, onde aparentava ter prestígio ainda maior - em 2001, foi cogitado para assumir a própria seleção grega antes que ela optasse por Otto Rehhagel. Em junho daquele ano, acertou com o AEK. Blokhin, porém, passou ao modesto Ionikos, de onde saiu ainda em 2002: "tentei aproximá-lo da elite. Saímos do último lugar da classificação e ficamos um pouco perto de chegar à zona UEFA. Mas havia de 13 a 14 pessoas na equipe, das quais se poderia formar um clube de 'maiores de trinta anos'. O presidente optou por uma renovação radical da composição: retirou todos os 'velhos' e recrutou o mesmo número de jovens. Logicamente, tive que sair imediatamente: tudo estava começando do zero, na verdade, uma nova equipe estava sendo criada. Mas o chefe do Ionikos, com quem eu tinha um relacionamento muito bom, perguntou: 'Oleg, tente fazer alguma coisa'. Eu fiz o que pude. E há seis meses ele deixou o clube".

### Futebol ucraniano e russo
Em setembro de 2003, enfim assumiu a seleção do seu país, substituindo Leonid Buryak. Chegou a demitir-se em março de 2005 por não conseguir conciliar-se com seu cargo parlamentar no Conselho Supremo da Ucrânia, mas acabou convencido a retomar o posto; havia sido demandado judicialmente pelo presidente do parlamento ucraniano para deixar o cargo político, mas o Tribunal de Apelações julgou pela licitude do acúmulo das funções, desde que Blokhin focasse no futebol “no tempo livre” das atividades políticas. A “semana dura” terminou com triunfo fundamental pelas eliminatórias da Copa do Mundo FIFA de 2006 sobre a Dinamarca, praticamente eliminada ao perder de 1-0.
Em setembro, a inédita classificação ucraniana se garantiu o Blokhin desabafou: “muitos me trataram de aventureiro quando prometi a classificação. Agora digo que podemos ganhar o Mundial”. Acabou eleito o décimo melhor técnico do mundo em 2005 pela Federação Internacional de História e Estatísticas do Futebol. Porém, foi mundialmente criticado após declarações racistas dadas em entrevista na Rússia em fevereiro de 2006. Disse que os jogadores ucranianos deveriam aprender a jogar com jogadores como ele mesmo ou Andriy Shevchenko, e "não com um Zumba Bumba que ganha duas bananas por mês para jogar"..
Também polemizou em abril de 2006, ao demonstrar irritação com o que via como falta de ambição dos jogadores locais, especialmente os mais jovens – chegando ao ponto de inferir ser excessiva a quantidade de 23 jogadores para convocar {a Copa do Mundo FIFA de 2006. para a qual declarava dúvidas para "60%" das vagas. Mas, ao final da Copa, considerou-se ter feito um grande trabalho para uma nação estreante, ainda que sem um futebol que encantasse. Na tarde da eliminação, embora sob o resultado de 3-0, obteve mais posse de bola que a Itália e Blokhin deixou "de cabeça erguida" o Mundial. O treinador, em seguida, foi contemplado como "cidadão honorário" pela prefeitura de Kiev.
Ele demitiu-se em outubro de 2007, após derrota para a então líder Escócia acarretar na eliminação ucraniana nas eliminatórias à Eurocopa 2008, embora Andriy Shevchenko defendesse a permanência do treinador. Em dezembro, foi contratado pelo Moscou. Contudo, se indispôs com imprensa e teve problemas de relacionamento com o elenco. Permaneceu até novembro seguinte, rescindindo diante da campanha modesta em nono lugar na Liga Premier Russa de 2008, considerada especialmente decepcionante diante do quarto lugar obtido com seu antecessor na edição 2007.
Em setembro de 2009, Blokhin foi contratado como diretor esportivo do Chornomorets Odessa. Junto a Andriy Shevchenko, foi um dos embaixadores ucranianos para a Eurocopa 2012, do qual o país-natal foi sede, participando inclusive na cerimônia de sorteio das eliminatórias, em fevereiro de 2010. Em abril de 2011, acabou recontratado pela seleção ucraniana. Bastante criticado por preferir veteranos acima de promissores jogadores jovens, recebendo críticas “impiedosas”. teve sua permanência pactuada até 2014 mesmo eliminado na primeira fase da Euro. Na Euro, tornou a polemizar no tema do racismo, ao negar que isso existisse em seu país, mesmo após jogadores da seleção neerlandesa terem ouvido gritos de "macaco" durante um treinamento na cidade polonesa de Cracóvia.
Em setembro de 2012, também foi anunciado como técnico do Dínamo Kiev, sob autorização da Associação Ucraniana de Futebol para acumular os dois cargos. Contudo, preferiu logo deixar a seleção para focar-se apenas no clube, o que não preveniu um susto cardíaco em outubro; uma crise de hipertensão arterial resultou em recomendação médica para que se afastasse provisoriamente do futebol. Blokhin, todavia, demitiu-se do Dínamo apenas em abril de 2014, com derrota de 2-0 para o rival Shakhtar Donetsk como estopim após duas temporadas em que esteve próximo de não obter classificação à Liga dos Campeões da UEFA.

## Estatísticas

### Clubes
| Equipe            | Temporada         | Campeonato nacional | Campeonato nacional | Copa nacional | Copa nacional | Competições continentais | Competições continentais | Outros torneios | Outros torneios | Total | Total |
| Equipe            | Temporada         | Jogos               | Gols                | Jogos         | Gols          | Jogos                    | Gols                     | Jogos           | Gols            | Jogos | Gols  |
| ----------------- | ----------------- | ------------------- | ------------------- | ------------- | ------------- | ------------------------ | ------------------------ | --------------- | --------------- | ----- | ----- |
| Dínamo de Kiev    | 1969              | 1                   | 0                   | —             | —             | —                        | —                        | —               | —               | 1     | 0     |
| Dínamo de Kiev    | 1970              | —                   | —                   | 1             | 0             | —                        | —                        | —               | —               | 1     | 0     |
| Dínamo de Kiev    | 1971              | 1                   | 0                   | —             | —             | —                        | —                        | —               | —               | 1     | 0     |
| Dínamo de Kiev    | 1972              | 27                  | 14                  | 2             | 0             | 6                        | 1                        | —               | —               | 35    | 15    |
| Dínamo de Kiev    | 1973              | 29                  | 18                  | 8             | 4             | 5                        | 1                        | —               | —               | 42    | 23    |
| Dínamo de Kiev    | 1974              | 29                  | 20                  | 4             | 3             | 9                        | 5                        | —               | —               | 42    | 28    |
| Dínamo de Kiev    | 1975              | 28                  | 18                  | —             | —             | 8                        | 5                        | —               | —               | 36    | 23    |
| Dínamo de Kiev    | 1976              | 19                  | 8                   | 1             | 0             | 8                        | 2                        | —               | —               | 28    | 10    |
| Dínamo de Kiev    | 1977              | 29                  | 17                  | 3             | 2             | 2                        | 0                        | 1               | 0               | 35    | 19    |
| Dínamo de Kiev    | 1978              | 26                  | 13                  | 8             | 4             | 4                        | 0                        | —               | —               | 38    | 17    |
| Dínamo de Kiev    | 1979              | 24                  | 17                  | 6             | 1             | 4                        | 1                        | —               | —               | 34    | 19    |
| Dínamo de Kiev    | 1980              | 33                  | 19                  | 7             | 3             | 2                        | 0                        | —               | —               | 42    | 22    |
| Dínamo de Kiev    | 1981              | 29                  | 19                  | 7             | 3             | 6                        | 1                        | 1               | 0               | 43    | 23    |
| Dínamo de Kiev    | 1982              | 24                  | 10                  | 3             | 0             | 4                        | 0                        | —               | —               | 31    | 10    |
| Dínamo de Kiev    | 1983              | 31                  | 10                  | 1             | 0             | 2                        | 0                        | —               | —               | 34    | 10    |
| Dínamo de Kiev    | 1984              | 30                  | 10                  | 6             | 2             | —                        | —                        | —               | —               | 36    | 12    |
| Dínamo de Kiev    | 1985              | 29                  | 12                  | 2             | 1             | 9                        | 5                        | —               | —               | 40    | 18    |
| Dínamo de Kiev    | 1986              | 23                  | 2                   | 5             | 5             | 8                        | 5                        | 1               | 0               | 37    | 12    |
| Dínamo de Kiev    | 1987              | 20                  | 4                   | 3             | 1             | 2                        | 0                        | 1               | 0               | 26    | 5     |
| Dínamo de Kiev    | Total             | 432                 | 211                 | 67            | 29            | 79                       | 26                       | 4               | 0               | 582   | 266   |
| Vorwärts Steyr    | 1987–88           | 13                  | 5                   | —             | —             | —                        | —                        | —               | —               | 13    | 5     |
| Vorwärts Steyr    | 1988–89           | 28                  | 4                   | 1             | 1             | —                        | —                        | —               | —               | 29    | 5     |
| Vorwärts Steyr    | Total             | 41                  | 9                   | 1             | 1             | —                        | —                        | —               | —               | 42    | 10    |
| Aris Limassol     | 1989–90           | 22                  | 5                   | 6             | 2             | —                        | —                        | —               | —               | 28    | 7     |
| Aris Limassol     | Total             | 22                  | 5                   | 6             | 2             | —                        | —                        | —               | —               | 28    | 7     |
| Total na carreira | Total na carreira | 495                 | 225                 | 74            | 32            | 79                       | 26                       | 4               | 0               | 652   | 283   |

### Seleção Soviética
| Ano   | Jogos | Gols |
| ----- | ----- | ---- |
| 1972  | 9     | 8    |
| 1973  | 10    | 1    |
| 1974  | 3     | 0    |
| 1975  | 7     | 2    |
| 1976  | 12    | 4    |
| 1977  | 10    | 4    |
| 1978  | 10    | 6    |
| 1979  | 5     | 1    |
| 1980  | 2     | 1    |
| 1981  | 6     | 5    |
| 1982  | 9     | 2    |
| 1983  | 9     | 5    |
| 1984  | 3     | 1    |
| 1985  | 4     | 0    |
| 1986  | 11    | 2    |
| 1987  | 1     | 0    |
| 1988  | 1     | 0    |
| Total | 112   | 42   |

## Títulos
Dínamo Kiev
- Campeonato Soviético: 1971, 1974, 1975, 1977, 1980, 1981, 1985, 1986
- Copa Soviética: 1974, 1978, 1982, 1984–85, 1986–87
- Supercopa da União Soviética: 1981, 1986, 1987
- Taça dos Clubes Vencedores de Taças: 1974–75, 1985–86
- Supercopa da UEFA: 1975

### Prêmios individuais
- Mérito Mestre do Esporte da URSS: 1975
- Mérito Treinador da Ucrânia: 2005
- Ballon d'Or: 1975
- Golden Foot: 2009
- Futebolista Soviético do Ano: 1973, 1974, 1975
- Futebolista Ucraniano do Ano: 1972, 1973, 1974, 1975, 1976, 1977, 1978, 1980, 1981
- Prêmio do Jubileu da UEFA: 2004

### Artilharias
- Campeonato Soviético de 1972 (14 gols)
- Campeonato Soviético de 1973 (18 gols)
- Campeonato Soviético de 1974 (20 gols)
- Campeonato Soviético de 1975 (18 gols)
- Campeonato Soviético de 1977 (17 gols)
- Taça dos Clubes Vencedores de Taças de 1985–86 (5 gols)

### Recordes
- Maior artilheiro do Campeonato Soviético: 211 gols em 432 jogos
- Mais jogos no Campeonato Soviético: 432 jogos
- Maior artilheiro da Seleção Soviética: 42 gols em 112 jogos
- Mais jogos pela Seleção Soviética: 112 jogos